# 噴火戰鬥機
噴火戰鬥機（英語：Spitfire），是英國在二次世界大戰中最重要也最具代表性的战斗机之一，也是最主要的單發動機戰鬥機。從1936年第一架原型機試飛開始不斷地改良，期間共使用兩種不同的液冷式發動機，不僅擔負英國維持空權的重大責任，轉戰歐洲、北非與亞洲等戰區，提供其他盟國使用，戰後還到中東地區參與當地的衝突。噴火與德國空軍Bf 109並列為歐洲戰區最重要的兩大機種，也是兩款從大戰初期較勁到結束的敵人。

## 歷史

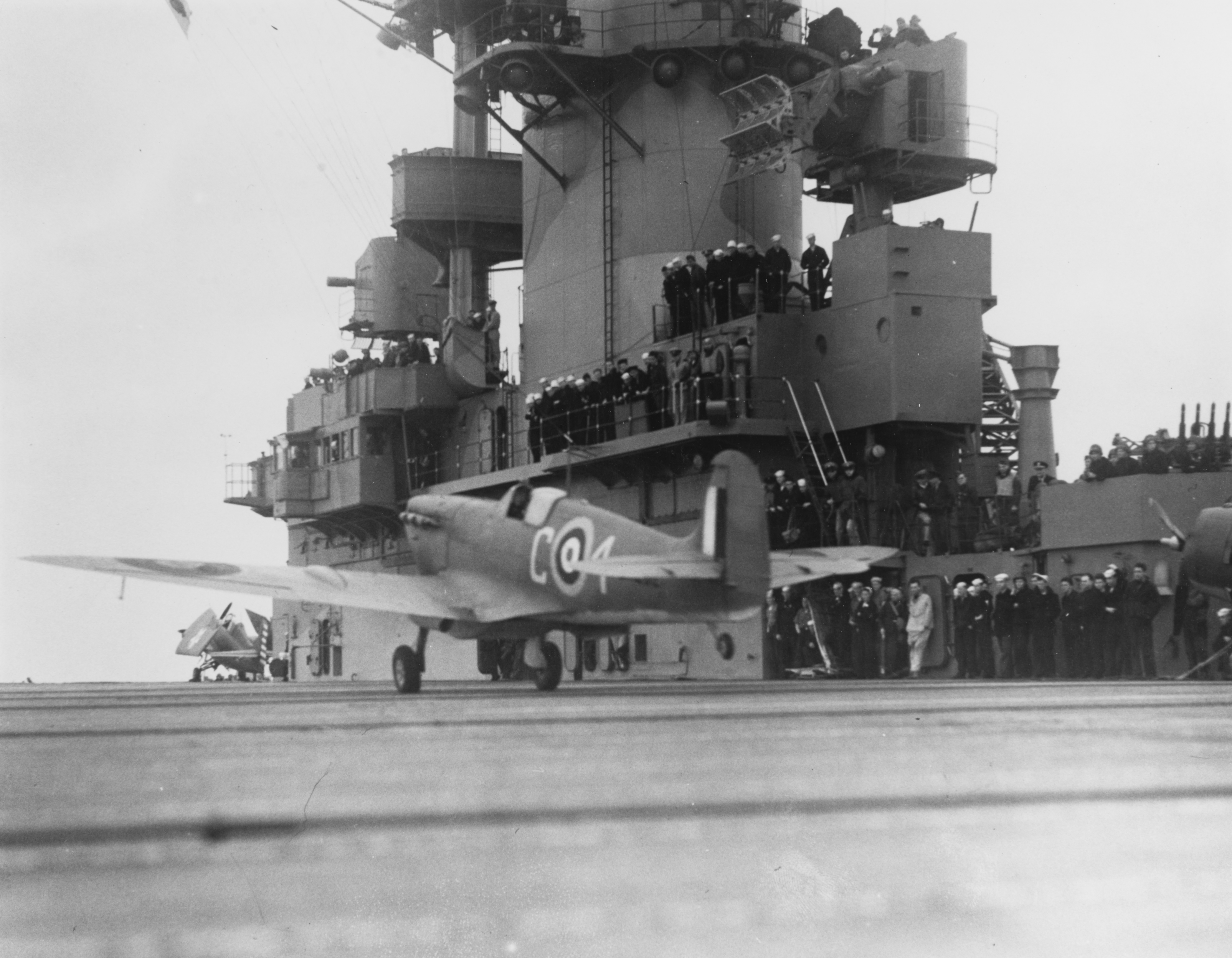
從美軍航母胡蜂號(CV-7)起飛的噴火式戰機

超級馬林公司的工程師雷金納爾·米契爾於1931年提出224式設計與其他七家英國公司競爭英國皇家空軍提出的F.7/30戰鬥機需求案，但是没有中标，空軍選擇了雙翼式設計的鬥牛士戰鬥機作為新的戰鬥機。設計小組重起爐灶，米契爾意识到成功的設計必須具備氣動力外型乾淨、伸縮式起落架以及出力更大的發動機（224是使用出力600匹馬力的蒼鷹發動機）。1934年勞斯萊斯公司推出新的P.V.12液冷式發動機，也就是後來著名的梅林引擎，出力預計達到1,000匹馬力以上。1934年11月，超級馬林的母公司維克斯公司向軍方提出編號300的設計案，軍方對這個設計產生高度興趣，12月1日立刻撥款一萬英鎊以支付原型機的建造，並且賦予F.37/34的設計編號。
超級馬林噴火（Supermarine Spitfire）是第二次世界大戰時英國皇家空軍及部分同盟國使用的單座位戰鬥機。整個第二次世界大戰期間共生產了20,300架噴火戰鬥機。它是由維克斯（Vickers）擁有的超級馬林（Supermarine）公司設計。首部噴火戰鬥機（原型機）在1936年3月5日於英國南部的南安普敦試飛。英國政府即時下訂製造310架，以应对緊張的歐洲時局。噴火在不列顛空戰后名聲大噪，與皇家空軍另一主力戰鬥機霍克颶風捍衛英國本土。其中噴火戰鬥機雖然數量較少，但因為它的性能較佳，是與德軍的護航戰鬥機Bf 109作戰的主力，也成為此後（直至二戰結束）英國皇家空軍的主力戰鬥機。

## 名稱的起源
空軍部提交了一份可用名稱名單給維克斯-阿姆斯壯公司來命名這種被稱為Type 300的新飛機。噴火式這個名稱源自於當時維克斯公司的主席羅伯特麥克萊恩，因他暱稱他的女兒為「小噴火」。這個字從伊麗莎白時代起隱喻容易激動或歇斯底里的少女。因為Type 300在設計和試飛階段實在太纖細敏感，牽動一髮動全身的特質令改動量極其龐雜，使設計組傷透腦筋，也使試飛員幾經喪命危機。但優異的性能潛力和優美的氣動外形又令人難以割捨，因此被靈機一動的羅伯特強力推薦給軍方，亦獲得深有同感的設計組支持。埋頭於設計而在定名後才得知消息的米契爾頗感不滿地回應道：「這正是他們會選擇的那種蠢到極點的命名。」本名稱極可能是延用抄襲米契爾稍早的F.7/30 Type 224設計之名。

## 機翼類型

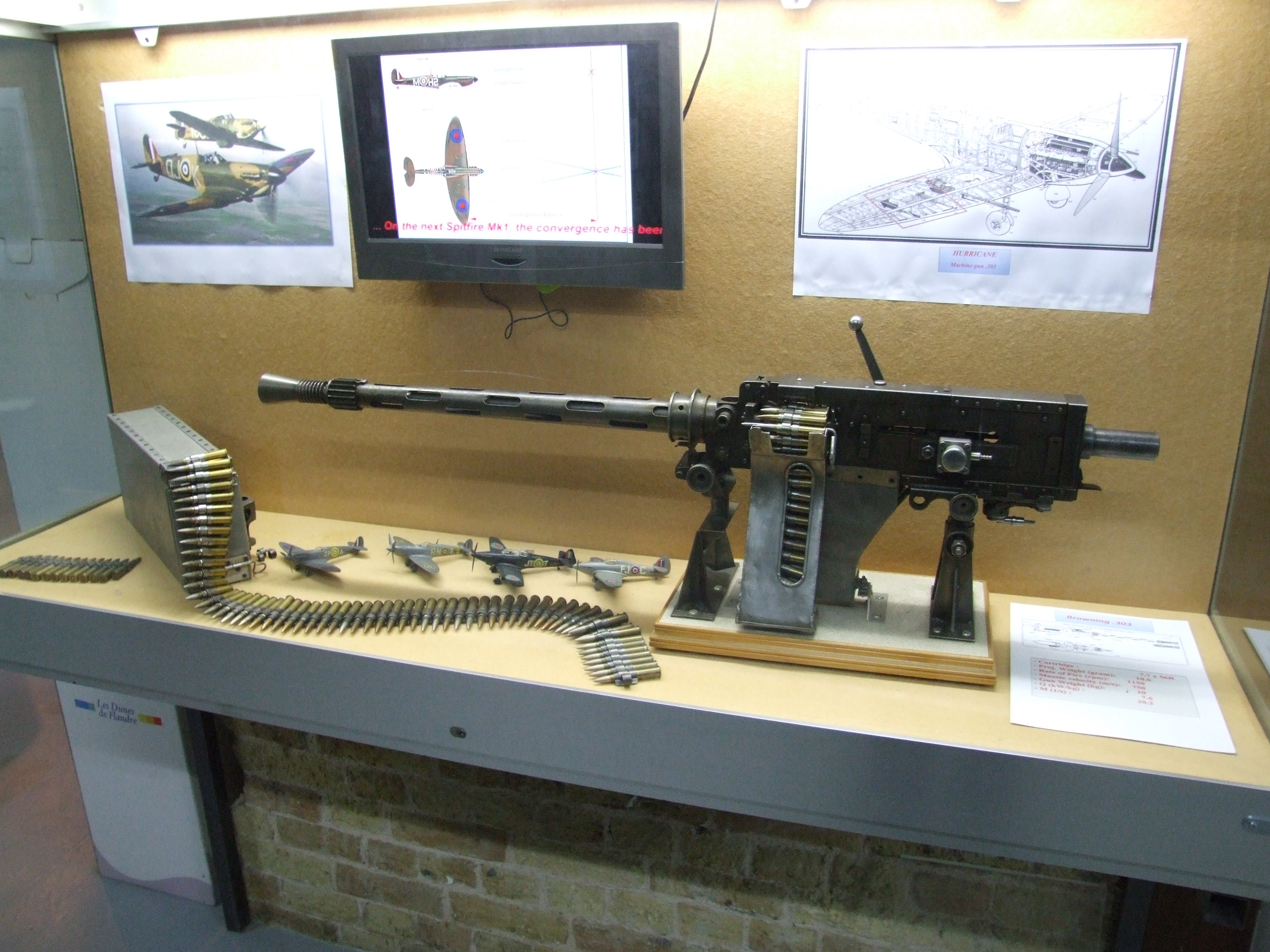
噴火各型皆採用的白朗寧M1919MK II機槍（7.7毫米口徑）

喷火的改进型种类繁多，光喷火的改型就有24个，还不计各种亚型和海噴火的各种改型，这些改进则主要可以分为：早期梅林、后期梅林和格里豐噴火。
喷火有多种翼型，不同翼型的挂载、武器、载弹量都不同，常见的翼型为：
- A型翼：最基本的A型机翼，装备为8挺.303勃朗宁M1919机枪（一边4挺），这个基本构型直到1942年的C型翼才改变。
- B型翼：从A型机翼改装而来，装备为2门西斯潘諾20毫米机炮（每门炮備彈60发）加4挺.303勃朗宁M1919机枪（每槍備彈350发）。起初安装两门20毫米口徑西斯潘諾I型机炮，弹鼓暴露在外，之后改用弹链供弹的西斯潘諾II型。
- C型翼：为了减少工时和原料浪费而设计的通用机翼，三种武装可用：和A型一样的8挺机枪；和B型一样的2门机炮加4挺机枪；全新的4门机炮。此时的西斯潘諾II全部使用120发弹链供弹，单门炮载弹量提升一倍。同时机翼下各有一个硬点可以挂载250磅航弹。由于高空会让暴露在外的机炮受冻，C型翼没有空间安装炮管加热系统，所以实际上绝大多数飞机还是采用装2门120发機砲再加上4挺350发机枪的配置，有的飞机先安装四炮之后又改回两炮四枪的配置，而原本的機炮位置則用一個凸出物蓋著，也就是說其實大多數C型翼的武裝和B型翼一樣。
- D型翼：无武装的侦查用翼型，机翼内藏有66.5英制加仑的油箱。
- E型翼：和C型翼的结构差不多，不过外侧的机枪口被取消了，常用的武器配置为2门西斯潘諾20毫米机炮（每门炮備彈120发）和2挺.50勃朗宁M2机枪（每槍備彈250发），或4门機砲。由于RAF此前一直以.303勃朗宁M1919机枪为制式武器，直到1945年.50白朗寧M2機槍才正式在RAF列裝，所以之前使用E型机翼装.50机枪的只是戰地改裝。

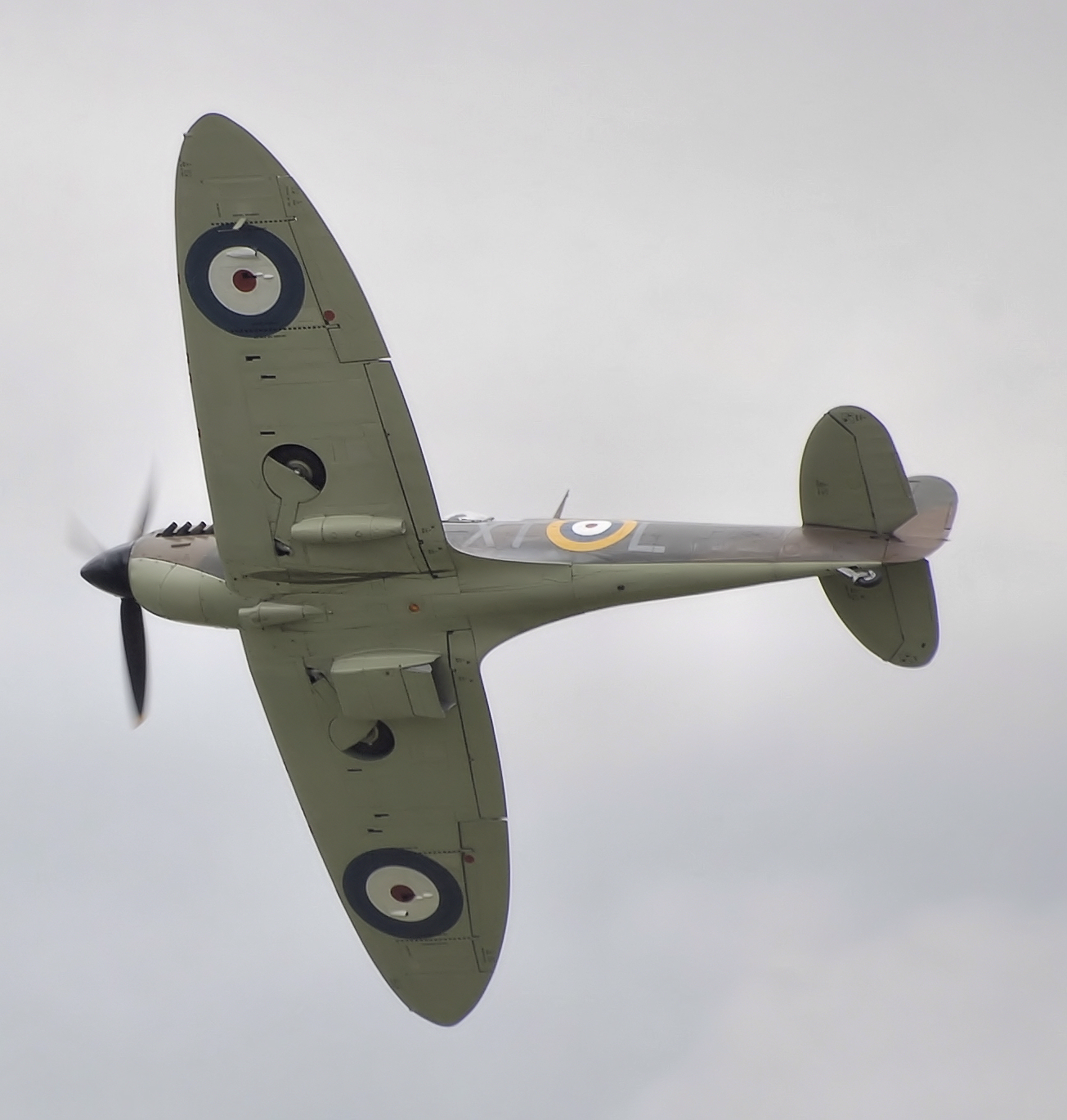
噴火二A型的武裝是8挺.303勃朗宁两门20毫米口徑西斯潘諾機炮和四挺.303勃朗宁M1919机枪，B型翼並無機炮位置的凸出物
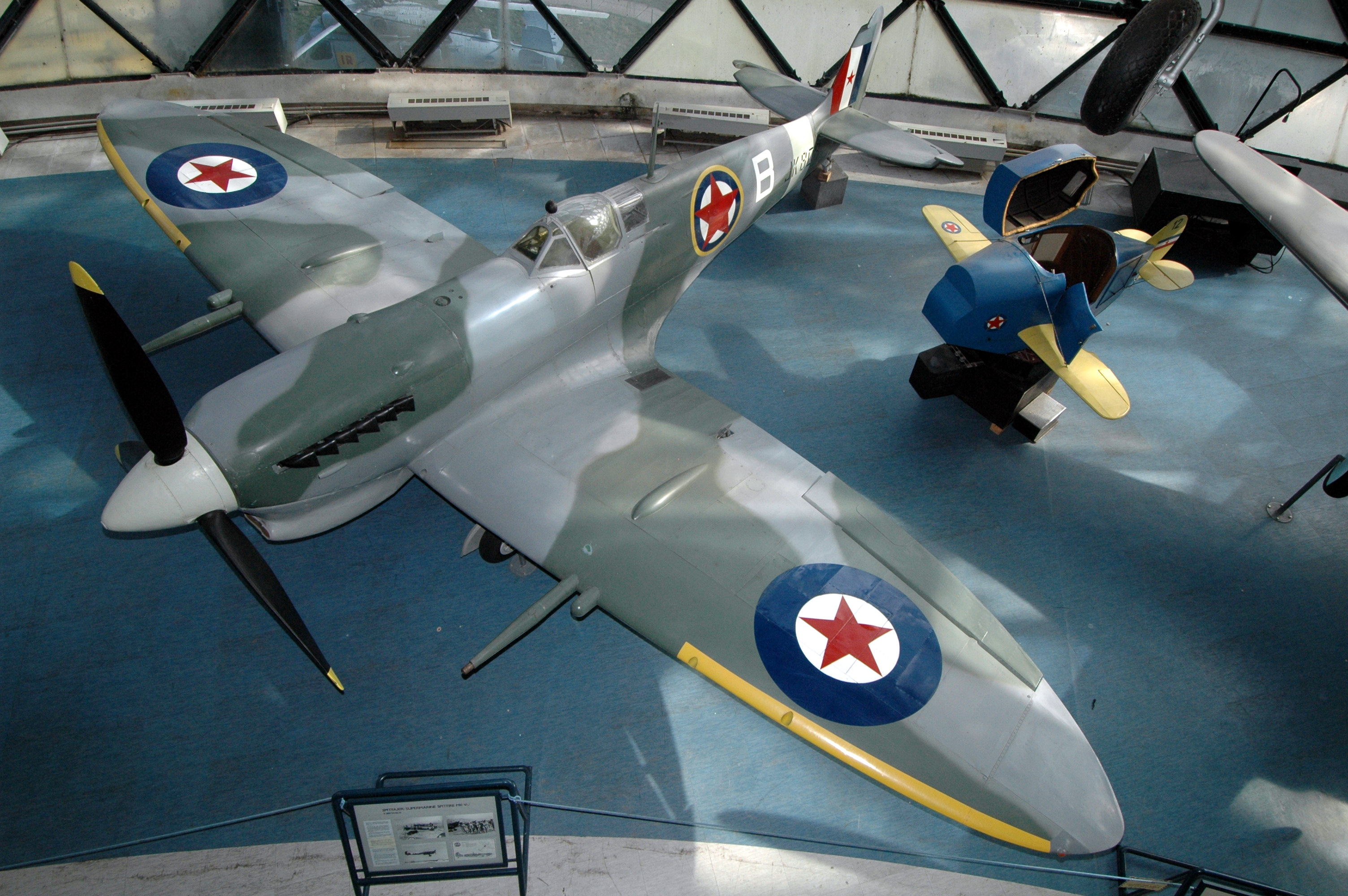
南斯拉夫的噴火五C型，請留意C型翼在機炮位置的凸出物

有的喷火采用裁短翼来换取低空性能和滚转能力，这些喷火有的会标注LF低空战斗机，而有的则没有标注。尽管早期的喷火型号也挂过炸弹，但是真正定位为战斗轰炸机的要从喷火九型开始。
在战后的晚期型喷火上，由于马力更强，所以重新设计了机翼，最初的新机翼理论最大速度为580英里（约930km/h），经过改进后新机翼的理论最大速度则为825英里（约1328km/h）。标准武装为150发西斯潘諾II机炮或者是短砲管的西斯潘諾V机炮四门。
这里要说明型號并不说明生产順序，比如实际上喷火IX投入生产要早于喷火VII和VIII，有的型号下还有各种次型，飞机本身也会有一些变化，如第一款喷VB原型機是以喷火IB为基础改装的，第一架喷火IX原本是喷火VC。皇家空军一般用罗马数字标明改型编号，这样一直标到喷火XVI，从17开始改用阿拉伯数字一直到最后一种喷火24。另外文中还会标出型号数，这个是超级马林公司的绘图设计数字。另外还有一些编号，K、L、N，这是皇家空军给予的生产编号，每一架飞机都有自己的生产编号。

## 前期灰背隼發動機機種

### Mark I（300型）

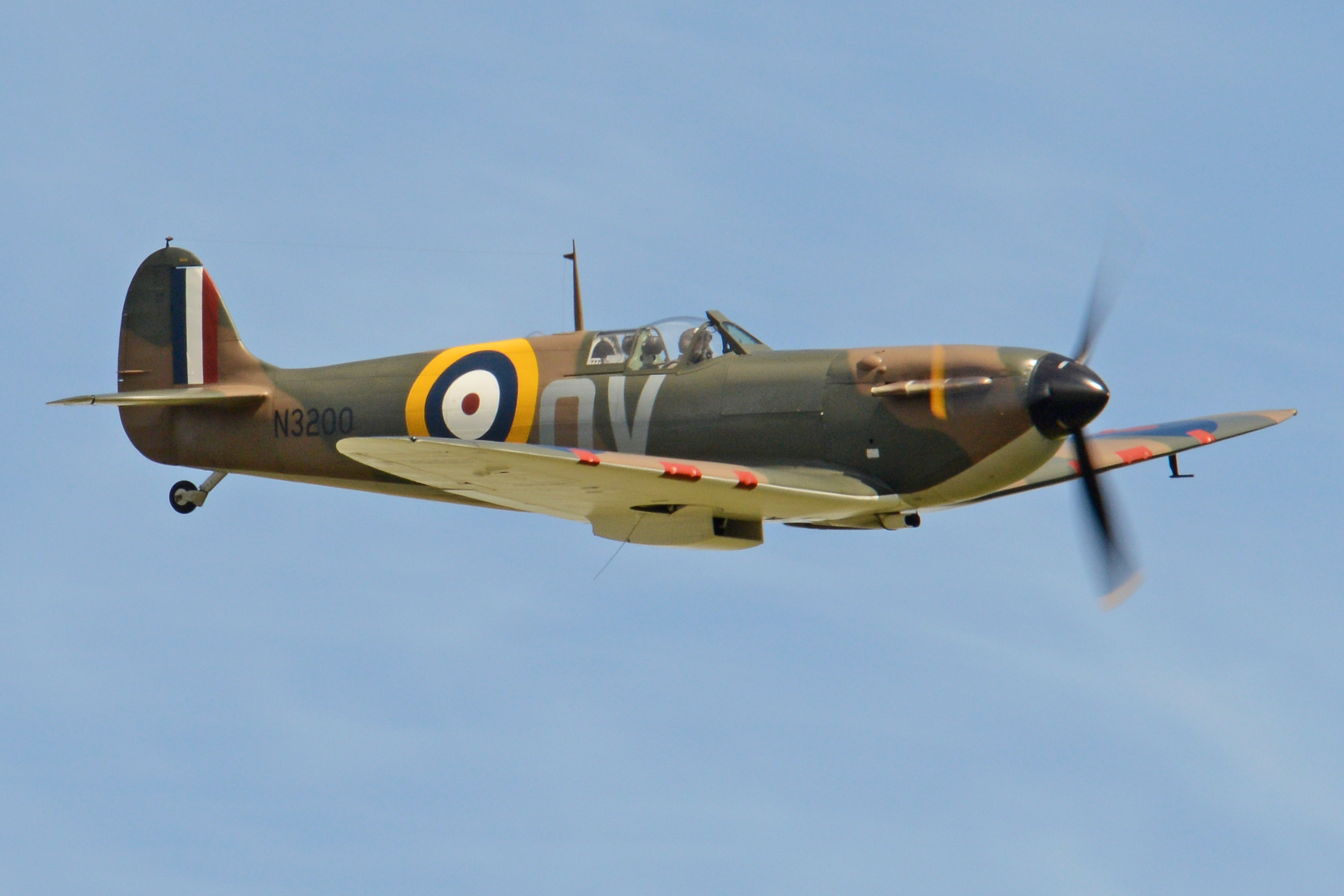
噴火一型

和飓风一样，早期的动力系统为灰背隼II和瓦茨双叶螺旋桨，之后渐渐换装灰背隼III/灰背隼III紧急动力过载版，螺旋桨换成德哈维兰或者陆道的三叶螺旋桨，加装装甲板保护座舱、冷却系统和油箱。其实喷火虽然在测试时大放异彩，但是由于喷火的工艺太过复杂，造成第一批喷火无法按时交付，让空军部大失所望，甚至一度准备放弃喷火转而让超级马林公司授权生产布里斯托-標緻鬥士。最终在超级马林公司和其母公司维克斯-阿姆斯特朗公司的努力劝说，承诺产量会提升到满足要求的情况下才勉强得以续存。
早期的喷火作战寿命很成问题，在15,000英尺（约4,572米）以上机枪很容易被冻结，这是因为枪管加热装置直到第61架喷火Mk I型K5054才被引入。之后又改进机枪位的设计使得机枪耐用性增加（灰尘污垢不容易阻塞枪管或者弹链），也使得加热效率更高。早期型喷火使用的是机械式瞄准镜，1938年下半年开始巴-斯（巴尔-斯特劳德有限公司，位于苏格兰，主要研发生产光学设备，皇家海军和皇家空军经常使用它的光学测距仪和瞄准镜）GM 2型反射式瞄准镜被选为制式装备并安装在喷火上。这些早期型喷火在18,500英尺（约5,600米）最大速度362英里（约583km/h），最大爬升率为10,000英尺（约3,000米）2,490英尺/分（约758.95米/分，即12.6米/秒），實用升限（爬升率降到100英尺/分，即0.5米/秒的高度）为31,900英尺（约9,700米）。
喷火I继续改进，德哈维兰和羅托的螺旋桨被改进称为“通用”螺旋桨，于第175架喷火开始装备。随后根据驾驶员的意見，将原本的平滑式座舱盖改为吹滴式座舱盖（一种介于水滴式和平滑式之间的舱盖形式。噴火除了使用淚滴式艙蓋的末期之外，量產服役期間幾乎都裝備此種艙蓋）以改善头顶空间和视野，同时将手泵式起落架改为液压式。这一系列的改进让喷火I可以达到18,600英尺（约合5,700米）最大速度367英里（约591km/h），最大爬升率为10,000英尺（约3,000米）2,150英尺/分（约655.32米/分，即10.92米/秒），实用升限为34,400英尺（约10,500米）。
驾驶员座位后方的11号框架处安装了一个稳压器，从N30XX号开始这个安装位置被提高了，因此影响了后方通透性。从N32XX开始稳压器直接安装在驾驶员座位头靠正后方。其他的改进包括安装防弹玻璃和轻型合金装甲板以及后来被自封油箱取代的油箱防火套件（和飓风战斗机一样）。
1940年德哈维兰新型的螺旋桨为喷火I带来又一次起飞距离和爬升率的重大改进。两段式方向踏板被安装于所有前线喷火，这样能使飞行员的腿脚在战斗中抬高以減輕黑视，也能让喷火能够持續小半徑迴轉。另一个改进是安装了后视镜，后来这种笼罩式后视镜被更简单的方形可调整式后视镜所取代。
1940年9月开始，喷火开始安装IFF系统，以避免不列顛之战時误伤友军的情况再次发生。同时安装了新型無線電，使飞行员能够更清晰地听到指挥以保持编队。
重量的增加导致后期型Mk I没有早期型那么高速，主要改进为缩短起飞距离和提高爬升率。不列颠之战中的装备新型螺旋桨的喷火有20,000英尺（约6,100米）353英里(约568 km/h)的最大速度，10,000英尺（约3000米）2,895英尺/分（约882.4米/分，即14.7米/秒）的最大爬升率。而随着美国100辛烷值燃料的到达，梅林III的紧急出力可以达到12磅/平方英寸。由于使用紧急出力的条件比较苛刻，所以并没有对喷火的发动机造成很大的损伤。不过即使使用紧急出力而损坏，地勤也能很快为它更换新的零件。紧急出力也安装在喷火II的灰背隼XII发动机上。
1940年下半年开始，喷火开始安装舱盖一键抛离设备，只要拉动拉杆，座舱的锁定就会解除并被气流吹走，这种设计可以让喷火的飞行员更容易跳伞逃生。
喷火系列最大的改进就是安装20mm机炮来替代.303口径机枪。起初喷火安装20mm西斯潘諾機砲，然而由于西斯潘諾機砲是弹鼓供弹，喷火只能在两侧机翼各安装一门和一个60发弹鼓。第一架砲裝的喷火L1007于1940年一月开始实战测试，一月13日，602中队的空军少尉普劳德曼驾驶该架飞机出击并击落一架He 111，由此开始超级马林陆续制造了30架机炮喷火I，为了和原先的8挺机枪的喷火区别，新喷火被命名为喷火IB，原先的机枪喷火被命名为喷火IA。早期的喷火IB经常遭遇卡壳，有一个例子，12架喷火IB里最终只有两架能够在交战后开火的，尽管后来的喷火改进了安装方式，但是受限于60发的弹鼓容量，最终得出结论：最佳武器配置是两门20mm西斯潘諾机炮配4挺.303口径勃朗宁机枪，这一设计最终被用在喷火VB以及其他大部分喷火战斗机上。
1940年11月，超级马林公司决定将新生产的各型喷火的副翼从布蒙皮制更换成轻型合金蒙皮，但是在此之后七个月，交付的喷火依旧还是布制蒙皮副翼。1941年5月，用金属蒙皮副翼的喷火才从生产线上下来。

### 高速型喷火（323型）
尽管喷火I最大速度362英里（约583km/h），但那是於全油門时在16,800英尺（约5,100米）高度達成的，而世界记录的要求是在245英尺（约75米）高度以下飞行1.86英里（约2.99公里）。原型喷火在超低空的飞行速度只有290英里（约470km/h）.而1937年11月11日，特装型Bf 109 V-13則将世界记录提高到369英里（约610km/h）。
当K9834号喷火I出廠之后，立刻作为为了打破世界纪录为目的的改装，所有军用装备全部移除，机枪座、无线电门等设置成可移除装备。使用特殊的冲刺型灰背隼II发动机和特殊的“竞速燃料”（汽油、芳香烃和甲醇的混合物，其中加入少量四乙基铅能提升瞬間出力至2,100马力）。螺旋桨选用瓦茨四叶10英尺（约3米）螺旋桨，冷却系统使用更强大的压水冷却系统，翼展降到33英尺9英寸（约10.28米），翼尖改成圆形，风挡玻璃改用竞速专用。改造完成的高速喷火要比1938年最新的喷火稍重。1938年He 100 V2降记录改写为394.6英里(约635.0 km/h)，这很接近尚未试飞的高速型喷火的极限速度。1938年11月11日，高速喷火开始试飞，1939年2月下旬，测试最高速度为3,000英尺（约910米）408英里/小時（约657 km/h）。
高速喷火继续改造，散热器和上部油箱被移除，取而代之的则是冷凝器和水箱。冷却水被填入引擎再通过冷凝管尽可能多的回到水箱内，无法冷却的则会从引擎的基座排出而形成一道蒸汽流。计算后，高速喷火可以在水和燃料用尽之前跑完全程并安全着陆。但是随后世界纪录在短时间内被连续刷新，1939年3月30日，He 100 V8跑了463.9英里(约746.6 km/h)，随后同年4月26日，Bf 209 V1则達到了469.22英里(约755.14 km/h)的速度，高速喷火被认为继续改造也不会打破记录而被放弃。

### PR Mk I
在二战开始之前，常规的做法是将轰炸机改装成照相侦察机，这些轰炸机保留自卫火力，但是这并不能防止它们不被敌人截击。很快，改造的布倫亨和萊山德就成为了德国战斗机的靶子，造成大量的伤亡。
1939年8月，空军中尉劳伦斯·隆巴顿在雪梨·科顿（澳大利亚发明家、摄影师和摄影技术先驱，供职于英国皇家空军）的启发下在皇家空军总部备案了一个名为“敌区内照相侦察机”的备忘录。在备忘录中，隆巴顿认为应该选用高速小型战机改装来对敌区上空进行侦查，这些飞机可以利用其高速和高升限的特性来避免被探知和截击。隆巴顿推荐使用去除武装和电台加装油箱和照相装置的喷火来执行这种任务。空军上将休·道丁与其会面后，这位空军指挥官命令战斗机指挥部抽调两架喷火，N3069和N3071调离战斗机指挥部，送往黑斯顿飞行队（驻扎在大伦敦市黑斯顿机场），这是一个由科顿空军中校（前文所说的）指挥的秘密侦查组织。
两架喷火被“科顿式特殊改造”，移除武装和电台，填上空的机枪槽和面板以保证结构强度和稳定性。采用浅蓝绿色“考姆汀”涂层并抛光。机翼机枪的弹链安置处安装两架焦距5英寸（约合127mm）的F24航空相机，可以拍摄飞机下方一个方形区域。加热装置安装以保证相机不会被冻结，镜头不会因为高空而起雾模糊，同样其他的PR型喷火也有安装。这种喷火被称为喷火Mk I PR A型。最高速度达到390英里（约627.64 km/h）。其后的几种次型也是以战斗机框架为目的制造，D型是超级马林制造的第一款專職长程侦查機。
喷火PR Mk I B型（也被称为中程（MR））上F24航空相机的焦距被加长到8英寸（约203mm），这使得照相范围扩大了三分之一。在机身后部安装了一个29英制加仑（约132升）的油箱。这种飞机曾经设想在驾驶员位置的后方安装更大的照相机，但是当时的皇家空军工程师认为这样会破坏喷火的重心结构。科顿通过减重和采用特制机身来保持飞机重心，这样就能安装更大的相机了。B型也第一次安装了重型防弹风挡玻璃。这些早期的PR喷火都是由喷火II小幅改进后而来，采用的也是灰背隼XII发动机和羅托恒速螺旋桨。
喷火PR Mk I C型搭载了总量144英制加仑(约合655升)的燃料，也是第一款能够飞到基尔（德国位于波罗的海的港口城市，德国主要海军基地之一。）的侦察机。机身后部可以外挂油箱，左翼下还有一个30英制加仑（约合136升）的副油箱，与之平衡，右翼则安装了相机。鉴于使用了更大的油箱，机鼻的颏部重新设计了。这种喷火也被称为长程喷火或者LR喷火。
喷火PR Mk I D型是第一款重新设计专用框架而非沿用战斗机框架的PR喷火，这个版本也被称为究极超长程喷火。D型由于携带大量的燃料而被称为“油罐车”。因为油料太多有时也会导致难以飞行和在油料太多的情况下相机无法很好拍摄的情况。尽管如此，D型还是很快显示了它的价值，因为它能够拍摄远达斯德丁（位于波罗的海海滨，现为波兰城市，改名为什切青，1945年前为德国城市）、马赛（位于地中海的法国城市）、特隆赫姆（北海海滨的挪威城市，1940年德国以从英法手中保护挪威和丹麦两国中立为名发动威瑟演习作战入侵挪威和丹麦，4月9日德军登陆特隆赫姆，同日控制该市）和土伦（位于地中海的法国城市，在马赛东南方向）。P9551和P9552两架最早的D型出产之后，沿袭该型号的设计概念思路，又设计了PR Mk IV，这种飞机平衡感更好马力也更强。
喷火PR Mk I E型只有一架N3117，这种飞机主要是用来斜角度拍摄的，相机向前放置并斜向下15度进行拍摄。E型证实在气象条件导致高空俯视拍摄无法进行的情况下非常有效，这个经验也导致了G型的出现。
喷火PR Mk I F型是在D型还未能服役的情况下的临时“超长程”型，这种飞机相当有效以至于全部B和C型最终都被改造成了F型。两侧机翼下有各30英制加仑（约136升）的副油箱，机身后部还有一个29英制加仑（约132升）的油箱，同时前部的油箱也增大了。从东英吉利亚（不列颠岛英格兰东部地区的称呼，南至萨福克郡，北至诺福克郡，西至剑桥郡和埃塞克斯郡）出发，正好可以到达柏林、拍摄并从柏林返回。
喷火PR Mk I G型是第一款战斗侦查机，其战术角色和E型一样是低空斜角度摄影侦查。一架斜置照相机，两架垂直安置照相机和一架前向照相机。驾驶员身后是一个29英制加仑（约132升）的油箱。早期的G型由喷火Mk I改进，将灰背隼II换成了灰背隼45。后期的G型则以喷火Mk V为基础。所有的G型都全部安装了8挺.303勃朗宁机枪、防弹玻璃和枪瞄。
之后喷火PR系列改用了吹滴型舱盖和其他的一些细节改进。
1941年，喷火偵察機被重新編號：C型改名PR Mk III，D型改名PR Mk IV，E型改名PR Mk V，F型改名PR Mk VI，G型改名PR Mk VII。
战争开始后，高速喷火被改造成PR MKII照相侦察机，竞速灰背隼II被灰背隼XII替代，PR专用座舱玻璃也替换了竞速风挡。但是油箱容量过小又无法改造，导致无法作为照相侦察机使用，在战争期间作为联络飞机往返于英国各个机场之间，K9834于1946年报废。

### Mk II（329型）

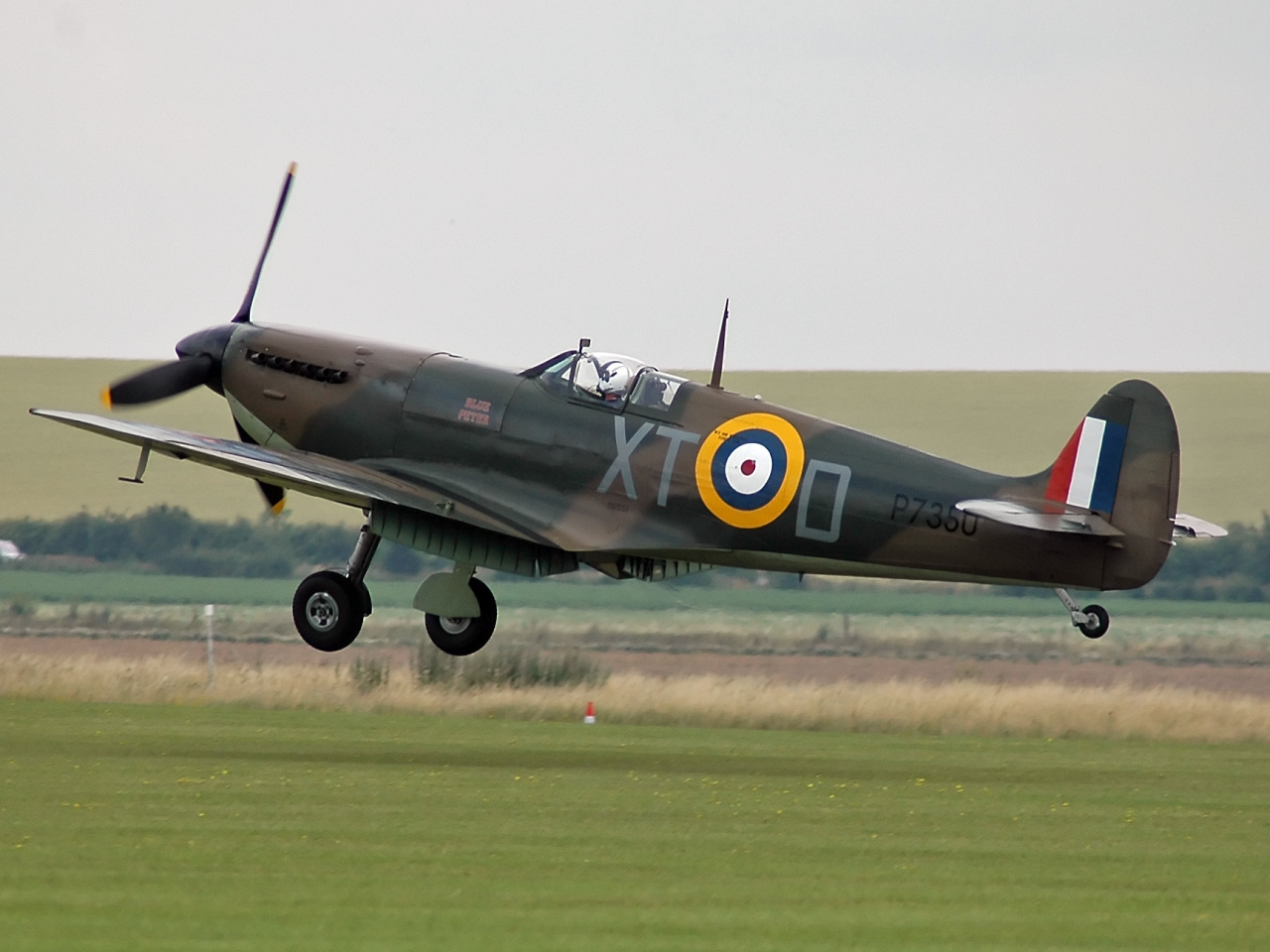
噴火二型

1939年夏天，喷火Mk I早期型K9788开始搭载新型的灰背隼XII发动机进行测试。测试成功，使用这种发动机的喷火就被命名为喷火Mk II。灰背隼XII被交给纳菲尔德子爵的巨型影子工厂（纳菲尔德子爵，指第一代纳菲尔德子爵威廉·莫里斯，英国著名发动机生产商和慈善家。影子工厂，是英国为了对应战争情况增加飞机产量的计划）独占制造。灰背隼XII輸出功率1,175马力，使用了科夫曼发动机启动器而不是前后其他灰背隼所使用的电子点火系统，这使得前部右舷整流罩上有一个小小的泪滴状突起。与之前的灰背隼发动机所用的全乙二醇冷却剂不同，灰背隼XII采用的是7:3混合比水乙二醇混合冷却剂。
Mk II设计了全新的专用螺旋桨，螺旋桨-发动机组合能让喷火II在17,000英尺（约合5,200米）时能快过Mk I后期型6-7英里（9.4–11 km/h）并提升爬升率。虽然由于总重的增加，最大速度依然不及早期型喷火I，但是作战能力却强得多。Mk II生产了8机枪的IIA和机炮的IIB型。喷火II很快交付并迅速替代了喷火I的地位，替换下来的喷火I被送往训练设施。
1941年上半年，一部分喷火II被用作“长程”喷火，它们在左翼下挂了一个40英制加仑（约182升）的副油箱。在满油的情况下，飞机操纵性下降，极速下降了26英里（约42 km/h），爬升率和实用升限也下降了。一些中队用这种飞机来为轰炸机提供长距离护航。在喷火II退居二线之后，一部分被用做空对海搜救任务，最初命名为Mk IIC，之后改名为A.S.R. Mk II（A.S.R，Air-Sea Rescue，空对海搜救）。灰背隼XX替换了灰背隼XII，搜救套件和发烟炸弹搭载。

### Mk III（330型）
喷火III是第一款改进喷火基本设计的机型，其安装了若干用于后来型号的改良。动力采用勞斯萊斯RM 2SM，后来被命名为灰背隼XX的发动机，有1,390马力。翼展减小到30英尺6英寸(约9.3米)，翼面積减小到220平方英尺(约20.4平方米)，总长度则增加到30英尺4英寸(约9.2米)。强化的主起落架则前置了两英寸，以保证着陆稳定性。襟翼完全打开时可以括住轮子，尾轮也可以完全收缩，风挡完全重新设计。
第一架喷火III N3297于1940年3月16日首飞。順帶一提，关于N3297，1941年上半年，一架喷火V W3237改进成喷火III，尽管它的尾轮不可收缩。W3237在N3297交付给勞斯萊斯之后替代了它的位置。W3237随便变成了专用测试机，并一直使用到1944年9月。
尽管喷火III准备用来替换早期的喷火系列，但灰背隼XX被优先供应给飓风 Mk II系列，这导致喷火III要搁置，集中精力研发改良喷火Mk V系列。搭载灰背隼XX的喷火Mk III最大速度为21,000英尺(约6,400米)400英里(约640 km/h)。
N3297随后成为发动机测试机，并转而使用A型翼型，并交付勞斯萊斯改装原型灰背隼60发动机，这也使得N3297变成了原型喷火Mk IX（重新编号为348型）。

### Mk V（331、349、352型）

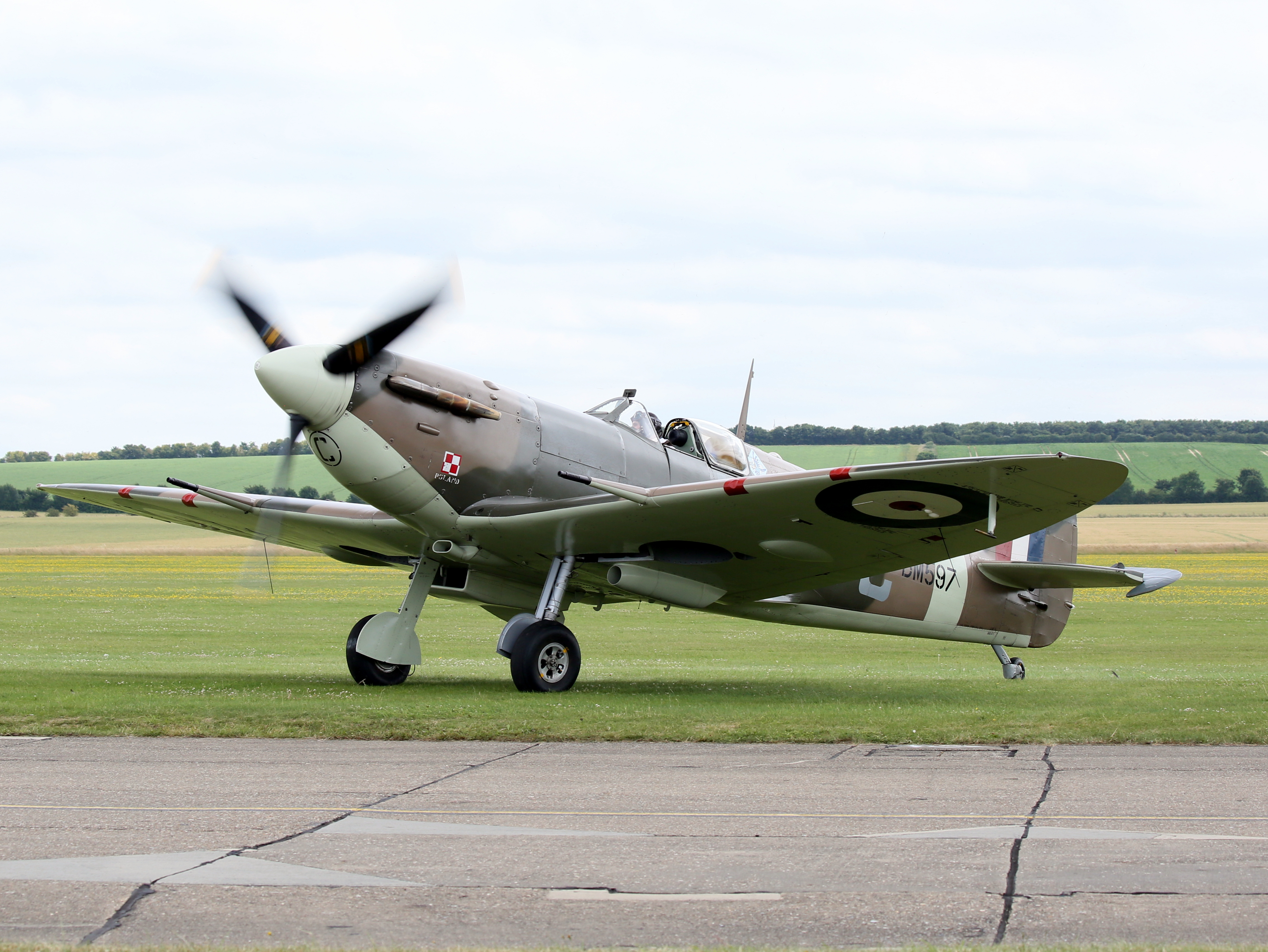
噴火五B型

1940年下半年，英国皇家空军预测德国会有存在感十足的Ju 86P轰炸机对不列颠进行新一轮的持续高空轰炸。此时开始研发对应这种情况搭载新型发动机的喷火（喷火Mk VI），而在战机研发未完成之前需要拿来应急的就是喷火Mk V。
基本型的喷火V是装了灰背隼45的喷火I，这种引擎起飞功率达到了1,440马力，并且配备了单速单段机械增压。化油器改进使得飞行员可以做零G机动而不用担心断油。不少Mk I和Mk II都被超级马林改装成了Mk V。
Mk V主要有三个版本，每个版本下还有若干亚型。
- Mk Va（331型）：Va版本继续使用装有8挺.303勃朗宁机枪的A型翼。最高速度为20,800英尺（约6,300米）375英里/小時(约603 km/h)，并能在7.1分钟内爬升至20,000英尺（约6,100米）。
- Mk Vb和Vb热带型（349和352型）：Vb以灰背隼45和B型机翼为标准成为了喷火V系列的主力。在生产中也有一些改进，其中有的甚至影响了整个系列。最初是以Mk Ib为基础改装而成的Mk Vb。1941年初，圆形排气口被要求改为鱼尾型，这样可以改进排气推力。所以后期生产的Vb和Vc都安装了一边六个短排气口，同样的设计也出现在喷火Mk IX和海火Mk III上。同时开始进行热带型改装。由于Mk I型冷却器的问题，左翼下改成了更大的圆形冷却器。从中期的Vb和全部的Vc开始采用了由喷火III继承而来的新型风挡。各种喷火V使用了不同的螺旋桨，超级马林和威斯特兰采用的德哈维兰三叶桨，布朗维奇堡生产的则采用羅托螺旋槳。相比之下，羅托的轴更长也让它在高空速度和实用升限上胜过德哈维兰版。但在俯衝時因阻力和失效面積皆較大，臨界馬赫數較德哈维兰版差。很多喷火VB使用了强化型炮管加热装置，它能将更多的热气送到炮座来让炮管不結冰。Vb系列是第一款使用“拖鞋”可丢弃副油箱的喷火。1941年8月当Fw 190面世时，喷火V首先感到力不从心，开始加紧研制新型的喷火Mk.IX。而为了应对这一威胁，特别是在低空，从Vb开始启用短翼尖，翼展降至32英尺2英寸(约9.8米)，这种截去機梢的短展翼增加了滚转率、加速性和低空速度，但代價是損失了些許升力和升限。还装备了几种不同的灰背隼45/50系列发动机，比如灰背隼45M型，装备了一个简化机械增压。这种发动机下L.F VB（低空用Vb）的最大爬升率为2,000英尺(约610米)4720英尺/分(约21.6 m/s)。VB热带型最显著的特点就是机鼻下方有一个沃克斯空气过滤器，这导致的爬升率和最高空速的下降，不过这种性能的下降在可接受范围内，这种飞机还装备了更大的油箱和摆放在驾驶员座位后的沙漠生存套件，新型的沙漠迷彩准备好了。很多VB热带型由位于埃及阿布基尔103MU（MU，维护队，负责将新出厂的飞机根据目前的战局需要进行适当改进的皇家空军组织，有自己的工厂）负责改造，将沃克斯过滤器换成本地制更轻更流线型的“阿布基尔”过滤器。这两个能从照片上分辨出来，一个是笨重的方形过滤器，另一个则更俱流线型。这些飞机一般都装备了羅托宽葉桨和短翼。
- Mk Vc和Vc热带型（349和352/6型）：尽管Vc有很多特性和早期的喷火Mk.V系列一样，但它依旧有一些重大改进，这些很多都是从喷火III那里借鉴的。首先是新设计强化的机身和新的风挡设计，有的VB型号也用了。之后就是C型或称“通用型”翼型和修改版的起落架。在机翼上部有小的突起来配合20mm西斯潘諾机炮的供弹，之后由于一翼双炮很少装备，这个突起的整流罩后来被减小尺寸以更流线。左右两翼下的散热器和冷却器更大更流线。更多的装甲板装在驾驶员座舱底部和机翼来保护驾驶员和机翼内的弹药槽。第一种改装携带炸弹的喷火是来自马耳他基地的喷火Vc EP201，两翼各能挂载一枚250磅航弹。在空军上将基斯·帕克的笔记中称“我们设计给喷火的炸弹挂架是要保证喷火在炸弹丢下后性能几乎不受影响的，所以和飓风的挂架不同，我们去掉了所有的外部部件，只剩下一根突出机翼不足一英寸（约25.4 mm）的钢条”一架喷火VC热带型BP985被交给103MU改装成高空战斗机，这架飞机得以拦截在埃及的盟军海军基地上空盘旋的Ju 86P高空照相侦察机，这架飞机去除了一切不必要的武装，包括装甲板和西斯潘諾机炮（只装备了4挺.303口径机枪），使用的灰背隼46采用新的气缸使得压缩比增加了。机头是德哈维兰四叶螺旋桨和“阿布基尔”过滤器，还有更大的油箱和更大的机翼。第一种被送到海外的喷火就是喷Vc其中很多是Vc热带型，当皇家空军开始使用喷火Mk.IX时，很少能看见喷火Vc在欧洲作战，它们的主要舞台在北美、地中海甚至是远东。

总共有300架喷火Vc热带型被运交给澳洲空軍。143架喷火Vb（包括喷火II版）交付给苏联。60架短翼Vb交付给葡萄牙，12架交付给皇家埃及空军（REAF，Royal Egyptian Air Force）。1944年足足有一个中队之多的喷火Vb热带型交付给土耳其，它们和由德国提供给土耳其的Fw 190 A-3一起执行任務。
1942年11月，一架103中队的喷火Vb EN830 NX-X在当时还受德国控制的泽西岛圣三一区迪阿蒙庄园的一片白蘿蔔地迫降。这架飞机还能被修好，于是被送到雷希林的德国空军研究所，并涂装德国空军的颜色和标志试飞。测试结果认为喷火的灰背隼发动机应该被戴姆勒-奔驰的DB 605A倒V-12发动机替换。这架喷火被送往戴姆勒-奔驰位于斯图加特南方埃希特尔丁根的飞机测试部门。戴姆勒-奔驰的工程师拆掉灰背隼发动机后发现其发动机舱和Bf 110G的几乎完全一样，DB 605发动机装好后，再安上取自Bf 109G的螺旋桨和机械增压进气口，大功告成。其他的改变主要是将英国式的装备改成德国式的。完成后，戴姆勒-奔驰版喷火从1944年初开始飞行，德国飞行员非常喜欢并轮流驾驶。1944年8月14日美軍的轰炸中，这架喷火被炸毁。

### Mk VI（350型）

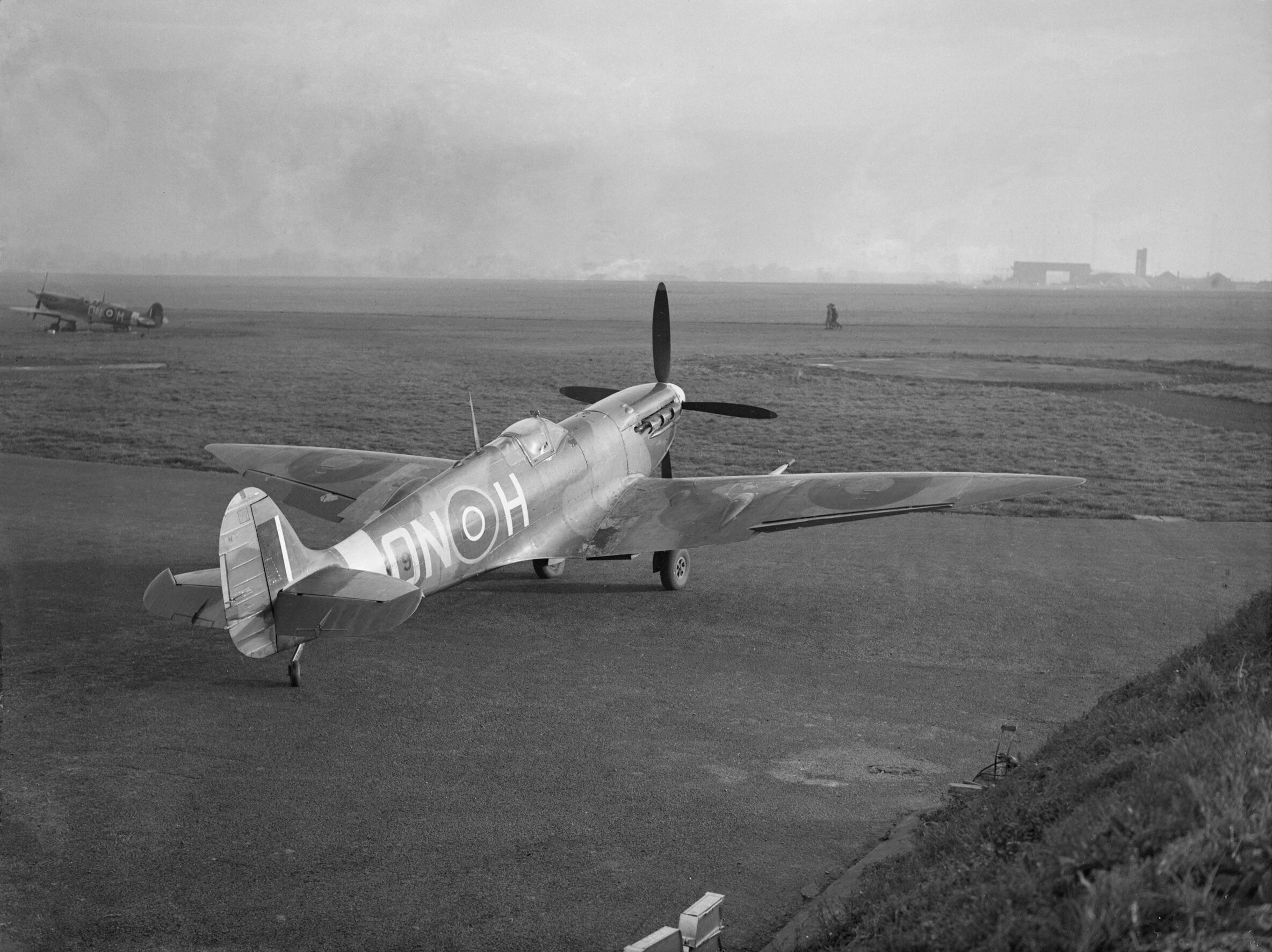
噴火六型

当喷火V系列量产时，鉴于德国空军可能开始量产活动在当时大多数战斗机无法活动的超高空轰炸机Ju 86，新的喷火改型被决定增强高空性能。决定采用增压座舱和滑动式舱盖，但是考虑到飞行员自主逃生，舱盖又回归到打开式。增压舱是解决高空生理反应的好办法，不过不同于现在飞机的全增压机舱，Mk VI的座舱压力差只有每平方英寸兩磅(6.895×10平方帕），空军部要求的两倍。飞行员坐进去之后，舱盖会以四个锁锁死，还有一道充气橡胶管密封，这个舱盖飞行员能在紧急情况手动排除。风挡和Mk III与部分Mk V一样，不过稍有改变使得驾驶员看37,000英尺(约11,000米)和28,000英尺(约8,500米)一样，不过驾驶员还是需要佩戴氧气面罩。
喷火VI使用的是考夫曼点火装置，勞斯萊斯灰背隼47发动机和羅托新型四叶螺旋桨。B型翼型，为了理顺气流，原本的标准圆形翼尖被改成了翼展40英尺2英寸（约合12.2米）的加长机翼。
Mk VI的最大速度为21,800英尺(约6,600米)356英里(约573 km/h)。但是由于只有单速单級机械增压，当到38,000英尺(约11,582米)时，最大速度则会降到264英里/小時(约425 km/h)，实用升限为39,200英尺(约11,950米)。
最终德国空军的高空威胁并未成真，只有100架喷火VI被生产出来。喷火VI在低空的表现远不如喷火V系列，而改进后的喷火V高空表现则几乎和喷火VI一样好。很多飞行喷火VI的飞行员会在低空把舱盖打开飞行，因为低空时封闭座舱会相当热，而且驾驶员也不知道自己再紧急情况时有没有这个机会去排除舱盖。
1943年五架喷火VI BS106、BS124、BS133、BS134和BS149在埃及被680中队临时改装成了喷火PR Mk VI，这些飞机被安装了沃克斯过滤器等喷火VB热带型用装备和沙漠迷彩以适应热带的作战气候。
尽管没有Ju 86的威胁，皇家空军依然有对克里特岛以及希腊其他地区进行高空照相侦察的需求。103MU将喷火VI移除武器并垂直安装了F8航空相机，这种喷火在1943年4月和5月被使用，但到8月就除役了。这也是第一款增压喷火照相侦察机。

### PR Mk XIII（367型）
PR Mk XIII是早前PR Mk I G型的改进型，照相装置和G型相同，但是使用了新的发动机灰背隼32,。同时还装备了4挺.303机枪的轻武装。1943年3月，第一架PR Mk XIII开始试飞。共有26架由PR Mk I G型，Mk II和Mk V改进的PR Mk XIII。它们被用在准备诺曼底登陆的低空侦查任务。
产量表（灰背隼早期发动机型喷火）：
- 原型机 1架
- Mk I系列（IA、IB） 1567架
- Mk II系列（IIA、IIB） 921架
- Mk III 2架
- Mk V系列（VA、VB、VC） 6487架
- Mk VI 100架

表内只计新造的，例如从Mk I改造而来的Mk V并不算在Mk V的产量之内。
从喷火Mk VII开始，称为后期型灰背隼喷火。首先，这个时候的喷火不再使用A、B两种翼型，只使用C、D和由C改进而来的E型机翼。幾種典型的火力配置：1.两门20mm西斯潘諾机炮（每门炮120发炮弹）+四挺.303勃朗宁机枪（每挺枪350发子弹）；2.四门20mm西斯潘諾机炮（每门炮120发炮弹）；3.两门20mm西斯潘諾机炮（每门炮120发炮弹）+两挺.50勃朗宁机枪（每挺枪250发子弹）三种配置任选其一。
第二是灰背隼61/63/66和70系列发动机，全部都是二級二速机械增压的发动机。最后就是其他从喷火III继承而来的新技术。

## 後期灰背隼發動機機種

### Mk VII（351型）

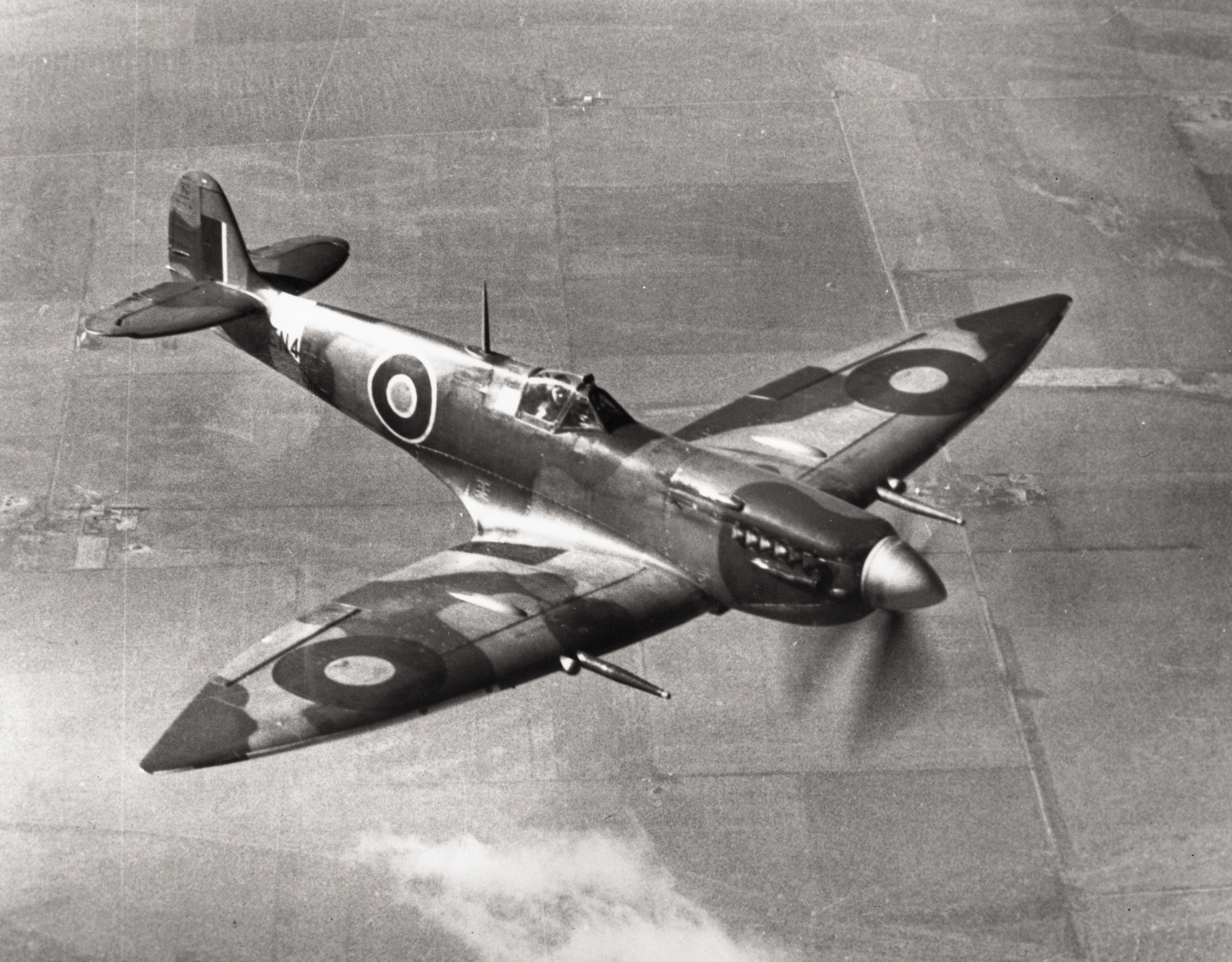
噴火七型

和喷VI一样，喷VII也是高空增压型，两个版本F Mk VII（一般型）和HF Mk VII（高空战特化型）分别使用灰背隼64和71两种发动机，这两个一如上文提到的，有两級两速机械增压。驾驶舱和喷VI一样是增压型，但在细节上稍有不同。两磅压差的增压座舱和强力的发动机能够让喷VII在28,600英尺（约8,700米）以上依旧能够持续爬升和保持高度。
采用的加长的翼尖为尖形的C型翼型，翼展足足有40英尺2英寸(约合12.2米)，不过由于预想中的德国高空轰炸机并没有被实物化，很多喷VII后来也换成了一般尺寸翼尖为传统圆形的机翼。
早期的喷VII装备的是可拆卸式舱盖，有四个驾驶员操作的锁扣。后期的喷VII则和非增压的喷火一样使用滑动式舱盖，和喷VI的钳锁型的舱盖相比是一大改进。舱盖采用双层玻璃并用橡胶条保持舱盖和机身之间密封，这种舱盖和一般舱盖相比要稍微笨重一点。
超级马林公司一共制造了140架喷VII，全部装备灰背隼64或71发动机，后期还装备了班迪克斯-史東堡（B-S，Bendix-Stromberg美国航空器材公司）“負G”化油器，提升了负G机动时的发动机表现。HF版喷VII高空性能相当优异，实用升限为45,100英尺(约13,700米)。法国ACE皮埃尔·克洛斯特曼在自己的著作《大戏》中描述了自己曾经在英国本土舰队斯卡帕湾（位于不列颠岛东北方向奥克尼群岛中央，被三座岛屿：主岛、霍伊岛和南罗塞特岛以及一干小岛包围，一战时败战的德国公海舰队在此大规模集体自沉，称为“彩虹行动”）基地上空40,000英尺（约合12,000米）驾驶602中队的一架喷火VII“灵云喷火”成功拦截了一架长程侦查机：梅塞施密特Bf 109G-6/R3（装备两个可丢弃副油箱的Bf 109G-6。據考證可能調整過增壓器提高了高空性能）.

### Mk VIII（360型）

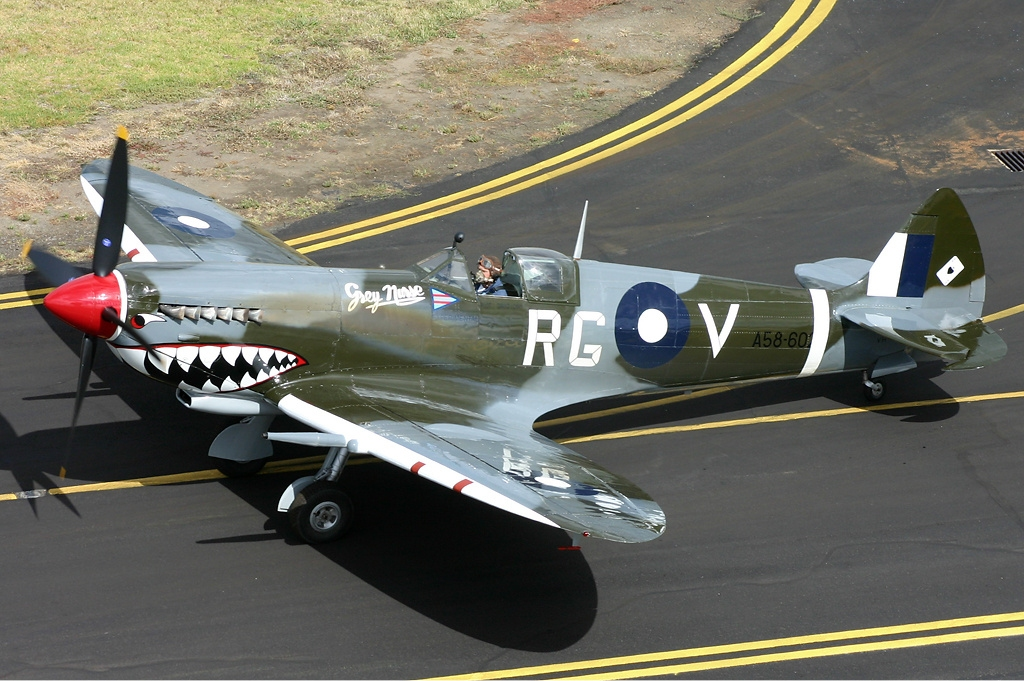
噴火八型

Mk VIII是非增压舱版的Mk VII，由于当时的喷IX临时改装型足以应付皇家空军的需求，喷VIII并没有被布罗姆维奇堡的影子工厂（喷火的主要生产工厂）所生产，喷VIII全部是超级马林工厂自产。
除了增压舱之外，喷VIII和喷VII几乎没什么区别：早期型是长尖翼，大部分则装了普通翼。引用自超级马林首席测试飞行员杰弗里·奎尔的话“如果要问我哪一款喷火的飞行性能最好，我会说‘装备普通翼的喷VIII’。我恨死长尖翼了，这東西对喷VIII来说没有任何实用价值，还会拉长副翼响应时间和降低滚转率。”喷VIII共有三种型号：低空型（LF Mk VIII）、中空型（F Mk VIII）和高空型（HF Mk VIII），分别采用灰背隼66、63和70发动机。
F Mk VIII的最高速度为25,000英尺（约合7,200米）408英里/小時（约657 km/h），实用升限为43,000英尺（13,000米）。LF Mk VIII两项数据则是21,000英尺（约6,400米）404英里/小時（约650 km/h），41,500英尺（约12,600米），HF Mk VIII是26,500英尺（约8,100米）416英里/小時（约669 km/h） ，44,000英尺（约13000米）。机身自带的两个油箱共装载90英制加仑（约410升）的燃油，可以让喷VIII不使用副油箱最远飞行660英里（约1,060公里），挂载90英制加仑可丢弃式副油箱最远飞行1,180英里（约1,900公里）。喷VIII可挂载的“拖鞋”可丢弃副油箱共三种：30英制加仑（约136升）、90英制加仑和170英制加仑（约773升）。当挂载170英制加仑副油箱时最远可飞行超过1,500英里（约2,400公里）。当挂载90和170加仑副油箱的时候，喷VIII的性能从最高升限到巡航高度，再到直线机动性都会受到顯著影响。喷VIII最大可挂载总计1,000磅的航空炸弹，一颗500磅航弹挂载在机身下，两侧机翼各可以挂载一颗250磅航弹。
一架喷VIII JF299被用来测试无背机身和气泡型座舱。这一改进是由于飞行员反映不少喷火是被从后方视野盲区咬尾的敌机击落的，而这改进可以让飞行员有更好的视野。这一改进在测试中显示为飞行员提供了良好的全方位视角，并在若干修改改进之后推广到后期的各种喷火上。
喷VIII几乎全部用于海外战场，包括地中海沿岸地區的沙漠空军（由英国、南非和澳大利亚的皇家空军组成，受皇家空军中东指挥部管辖）和美軍，在太平洋战场上的澳洲空軍和在中缅印战区的英軍。在喷V和喷IX之后，喷VIII是产量第三大的喷火型号，一共1,658架。

### Mk IX（361型）

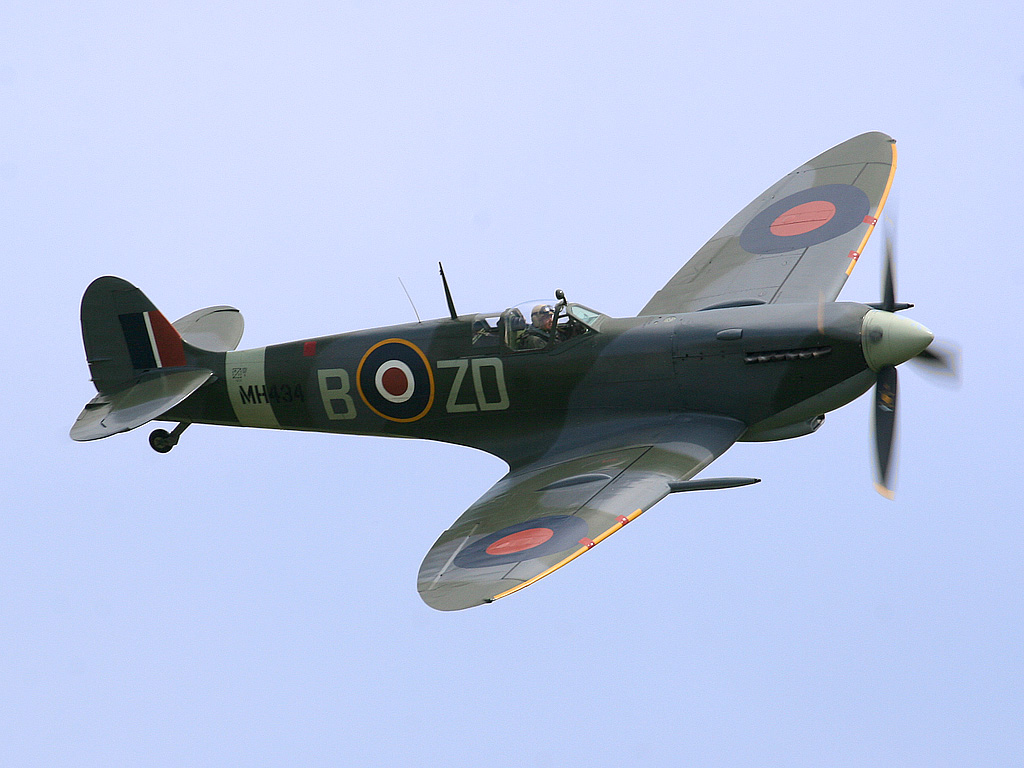
噴火九型

1942年初，由于福克-沃尔夫Fw 190战斗机性能壓倒喷火VB，喷火系列急需一种能搭载两級两速机械增压发动机的型号。而在1941年9月，喷火III原型N3297在勞斯萊斯的发动机测试厂换装了灰背隼60发动机，这种发动机主要被用在惠灵顿Mk VI高空轰炸机上。
测试的结果相當成功，作战能力远超喷火VB以及其他当时装备的其他喷火型号，计划从R6700号喷火开始使用新发动机。虽然喷VII和喷VIII已在研制中，但是这需要几乎一年的时间才能投产，而对抗Fw 190则是当务之急。于是空军部决定将喷火VC先装上新发动机，于是很多早期型喷IX就是直接从喷VC改装而来的，这些飞机没有像之后的喷IX那样有其他的改进。这些早期型喷火IX可以从机翼表面炮槽位两个泡型整流罩、飞机中轴天线桅杆后的航灯分辨出来。这些喷IX的水平尾翼也和其他喷IX相比之下更小。第一架喷VC改喷IX的AB505，在1942年4月AFDU（Air Fighting Development Unit，空战开发部队）的测试报告中称：“喷火IX的性能要远超喷火V，特别是在20,000英尺高度以上。这个高度上新型喷火要明显更快，爬升能力也相当出色。能轻易爬上38,000英尺，如果平飞加速之后小幅爬升的话甚至能爬到40,000英尺。30,000英尺时操纵性和喷火V一样好，再上升则比喷火V优异得多。在38,000英尺时真空時速达到368英里，并且依旧能良好操纵以对应战斗。”
尽管喷IX没有像喷VII和喷VIII那样的加強機身結構和改进操控面，但实战证明它依旧能有效对抗Fw 190。
1942年RAF诺斯霍特基地(位于南斯利普，距离大伦敦市外伦敦西部的希灵登区阿克斯布里奇市2英里)成立了高空战斗小队以应对德国的Ju 86R高空轰炸机。两架由喷VC改装的喷IX去除了装甲、.303机枪和其他装备并重新喷涂了照相侦察机的蓝色涂装，其中一架在40,000英尺的高空截击了一架Ju 86R。
第一批喷IX的生产于1943年6月完成。喷火IX是布罗姆维奇堡工厂独家生产的，在后来的生产中加入了几个重大改进以及众多小的细节修改，这些改进有的也在后来的喷火上使用。
1943年初，灰背隼61被灰背隼63和63A取代，新发动机拥有更强的力矩和转速。1943年下半年，安装63的喷火F Mk IX不再生产，转而生产66驱动的喷火LF Mk IX。早期的IX受困于汽塞现象在阳光直射下会因燃料汽化而停车。这种情况下，喷火IX的照相枪从左翼移到了右翼，空出的位置安装了燃料冷却器，这种装置也安装在了早期PR Mk XI上。
LF Mk IX最开始是平行于灰背隼63驱动版的，这种飞机也被称为喷IXB，它们于1943年3月配属于RAF比金山（位于大伦敦市外伦敦布罗姆利区）大队，由611和341中队组成（341中队是自由法国组织的）。这种是喷火IX系列里产量最大的，一共有超过4,000架。灰背隼66的最大功率为5,750英尺1,720马力（即1,752米1,283千瓦），LF Mk IX的最大速度为21,000英尺（约6,400米）404英里/小時（约650 km/h）。灰背隼66采用新的班迪克斯化油器，取代了老式的S.U化油器。
HF IX采用的高空特化的灰背隼70发动机，于1944年春开始服役。系列表中可以看出HF Mk IX的订购和生产数目相当有限，优先订购生产低空和中空版了。灰背隼70的最大出力为11,000英尺1,710马力（即3,353米1,275千瓦）；HF IX最大速度为全重7,320磅（约3,320公斤）下25,400英尺（约7,700米）405英里/小時（约652 km/h）。
1944年初，噴IX安装了新型的Mk II陀螺仪瞄具，这种瞄具能计算開火前置量有活動光網。它大幅提高了皇家空军的射术同时也是盟军占据制空权的主要原因之一（德国的同类型枪瞄只安装在Fw 190的部分型号和Me 262上，而盟军的P-47、P-51、F4U、喷火、飓风、台风、暴风、蚊式、流星甚至是林肯轰炸机都安装了这种枪瞄，F-86、F-84、F-80、吸血鬼、攻击者、黄蜂、海鹰、毒液等战后机也安装了这种瞄具）。
喷火IX的燃料携带量为两个油箱合计85英制加仑（约387升）。“拖鞋”可丢弃副油箱可选用包括30、45或90加仑的，挂载在机身中央。第二战区空军（Second Tactics Air Force，是皇家空军三个战区军之一，由英国皇家空军以及欧洲德战区的流亡者，例如波兰、法国等组成）的大部分喷火IX则选用了从长程型霍克颱风那里学来的挂载机身炸弹挂架上的50加仑可丢弃副油箱。后期生产的部分喷火IX为了进一步扩大作战半径在后部机身内加入了另一个72加仑（约328升）的自封油箱。这让喷火IX能够航行距离达到了1,200英里（约1,900公里）。但是这也让飞机飞行很不稳定，飞行员手册推荐在低空时做一些简单的机动，还警告飞行员在任何情况下都不要做盲目飞行（飞行员僅看仪器駕駛飞机）。
后期的喷火IX和喷火XVI一样采用了新型的发动机，也有明显突起的引擎蓋。这个设计也被喷XVI采用了，由于喷火XVI前部油箱整合，这种设计有利于喷XVI改进它的美版灰背隼266的中冷器。
在喷VIII上测试的无背机身和气泡座舱也在最末期的喷火IX上使用了，由于新机身，前部油箱增大，后部油箱减小，这种机型在喷火IX系列里数量最少，而它们中间很多还同时采用了裁短翼。这些机型战后多年还曾在南非空军服役过，不仅仅是在南非本土，还包括二十世纪五十年代部署在朝鲜半岛（朝鮮战争中參加联合国军）。
在1945年初，第74中队的喷IXE和喷XVIE在机翼上两边各装一发RP-3火箭弹，这也是到目前为止皇家空军在二战中唯一一个将火箭弹用在实战中的部队。

### PR Mk IX（374型）和FR Mk IX
在专注于开发灰背隼61驱动的PR喷火（Mk XI）之前，至少有三架PR Mk IX（BS338, BS339和BS473）从生产线上下来在后部机身内安装两架垂直安放的航空相机。一开始，这些飞机于1942年11月30日被配属到RAF本森（位于南牛津郡本森市）基地的541中队。这之后又有15架喷IX在维-阿沃赛当工厂被改装成PR喷IX，除了照相机之外，该机型还安装了PR用风挡和更大的油箱。所以武装被移除并被涂成照相侦察机专用迷彩。由于它没有翼内油箱，所以只能依靠挂载可丢弃式副油箱来增加航程。PR Mk IX执行过的最著名任务当属为第617“堤坝终结者”中队执行“惩戒行动”（1943年5月16到17日，皇家空军一架改装的兰开斯特III型轰炸机使用重达9250磅的特制弹跳炸弹“保养”炸毁德国鲁尔区水坝的行动）提供先期侦查。一架PR喷IX在作战前侦查了各个大坝并在作战后又对穆恩大坝（被摧毁的大坝中的一座）进行了摄影。（这次空袭牵制了德国的防御力量，导致德国粮食大幅减产，为之后的“霸王行动”，即登陆诺曼底扫平障碍；同时这次还检验了“地震弹”的设想，由此开发出“高脚柜”、“大满贯”等超重型炸弹）。
FR Mk IX是一种携带左下斜置相机的标准武装喷IX，这些战机通常是為陆军進行戰術侦查。第二战区空军下属第十六中队使用浅粉色涂装（能在云层掩护下取得很好的隐蔽效果）的FR喷IX在“市场花园行动”（由蒙哥马利提出实施的从荷兰夺取莱茵河的桥梁后直取德国的作战行动）前和中对安恆执行照相任务。另一个使用FR喷IX的是驻扎在地中海的波兰第381“格但斯克”战斗侦查中队（二战中欧洲德占区流亡部队特别是波兰人被安置在英军编制中由英軍指揮，一般会在所属后加上波兰城市名以表明身份，例如波兰第二装甲师“华沙”）。

### T Mk IX和TR 9（509型）
虽然在战时有一架隶属皇家空军261中队的喷火Vc被一次性改造和另一架苏联使用的喷火IX被转用作教练机，但教练机计划主要是战后进行的。1946年一架喷火VIII MT818作为第一架维克斯制教练机被用作验证机，1948年，10架喷火T Mk IX被出口到印度，到了1951年，又有6架从标准喷火IX改装的TR喷火9交付给爱尔兰空军用以训练他们的海火驾驶员。这些喷火被用来做过渡训练，由于两边机翼各安装了一挺.303勃朗宁机枪，也可以用来训练射术。之后大部分TR喷火9被送到了巴尔多内尔（位于爱尔兰首都都柏林），在那里成为了空军機校的教材，4架留下来并在二十世纪七十年代后被编入作战序列。
一共有5,656架喷IX被生产出来，其中561架来自于超级马林的工厂，而5,095架来自布罗姆维奇堡。1945年4月，喷火IX的生产正式结束。如果将喷火IX和相似的喷火XVI合计在一起，那么这个总数会比任何其他型号的喷火产量都要高。

### PR Mk X和PR Mk XI（387、365和370型）
在研制新型的灰背隼60驱动喷火改型：喷火VII和喷火VIII都有对应的照相侦察型号。1942年4月21日下达了70架由系列编号LV643-681和LV726-756由灰背隼61型的喷火VIII临时改造的PR喷火VIII的订单。最终这些战机改造成和LF Mk VIII一样的灰背隼66发动机驱动。
由于政策的改变，增压的PR喷火VII被重新命名为PR喷X（387型）。这种战机随着PR喷火XI投入生产，它用了喷火VII的机身和PR喷火XI的机翼以及相机配置。它有喷火VII的增压座舱、罗贝尔滑动式舱盖和战机用防弹风挡。座舱增压系统位于右翼散热器下。它的性能和非增压的PR喷火XI很相似，尽管增压座舱能让驾驶员在40,000英尺以上的高空停留更长时间而不会造成生理反应，这是非增压舱型的驾驶员所体验不到的。
PR Mk XI（365型为标准型，370型为热带型）结合了喷VII、喷VIII和喷IX的特点，是第一款可以选择在后机身使用两架垂直安置的36英寸焦距F52航空相机的PR型号。根据任务需求也可以换装其他设置，举例来说，“X型”配置垂直搭载了两架16英寸焦距F24航空相机和一架向左上方倾斜的8英寸焦距F24相机。用于战术侦察的PR喷XI还会在两侧机翼下的整流罩内垂直安装两架相机。
外观上，PR喷火XI有更长的机鼻以安放更大的油箱，还有环绕式照相侦察用风挡，机翼油箱的助推泵装在机翼下气泡整流罩内。可收纳尾轮作为标准装备，大部分还装备了大面积尖形尾舵。260架Mk XI由灰背隼61、63或者63A驱动，剩下的211架则使用高空型的灰背隼70。全部的灰背隼70型号和198架灰背隼60系列型在加长的流线型鼻下化油器进气口安装了沃克斯“埃罗威”滤沙器。灰背隼60型左翼下翼根处安装了燃料冷却器。电台为搭载了“瑞贝卡”盲进场信标系统的VHF TR.1133或者TR.1143。
“拖鞋”可丢弃式副油箱可以装载机身中央，一般对于喷IX来说可以装30、45或者90加仑，而对于PR喷XI来说，还可以挂170加仑型。
PR喷火XI最高速度为24,000英尺（约7,300米）417英里/小時（约671 km/h），可在32,000英尺（约9,800米）高度以395英里/小時（约636 km/h）巡航。尽管一般情况下PR喷XI在这个高度之间巡航，但是万一出现紧急情况，飞机可以爬升到44,000英尺（约合13,000米）。但是驾驶员在这种高度若不使用增压座舱則不能长时间而不受生理反应影响。
最初喷火PR.XI的生产因为喷火VII和喷火VIII的生產推迟而延誤，结果就有了以灰背隼60系列引擎驱动喷火IX机身的照相侦察型喷火。由于空军部对皇家空军照相侦察机机型选用的争论，其生产受到进一步威胁：1943年初，由于新型喷火偵察機生产的推迟，空军部建议将所有的照相侦察机都换成德哈维兰蚊式，空军参谋部调查的结果也支持了这一观点：蚊式可以胜任90%的照相侦察任务，所以因为剩余的10%而量产PR喷火是毫无意义的。但是海岸指挥部司令约翰·西索空军上将指出，喷火比蚊式更小更快更俱操控性更安静并且同样一架喷火和蚊式，前者只需要一半于后者的灰背隼发动机，因此生产应该增加而非减少，最终空军参谋部决定以牺牲战斗机生产的代价加速生产喷火PR.XI。
第一架PR喷火XI生产于1942年11月，从1944年4月到同年12月和PR喷火XIX同时生产，此后PR喷火XI被PR喷火XIX取代而除役。超级马林工厂一共制造了471架PR喷火XI。

### Mk XVI（361型）
喷火XVI几乎和喷火IX一模一样，唯一的区别在于发动机。喷火XVI使用的是灰背隼266，这是一款由美国帕卡德发动机公司获得授权生产的灰背隼66型号，2加在前面以防止和原版的混淆，工艺上也有区别：美製灰背隼266在部份零件上作了加強，比原版能承受更長時間的緊急出力。（即使使用手冊上仍套用Mk.IX的規範）所有的喷火XVI都是低空型，这并不取决于机翼（儘管大部分低空型喷火都采用了截梢翼），而取决于低空性能更出色的发动机。量产型喷火XVI使用了裁短翼和机身后油箱使得一共能装载75英制加仑（约341升）燃料，其中很多使用了无背机身和气泡舱盖，这些飞机由于后油箱减小只能装载66英制加仑（约300升）的燃料。
由于帕卡德版灰背隼的中冷卻器更高，喷火XVI和后期喷火IX一样使用了突起的引擎蓋。
喷火XVI的武装为机翼內兩门载弹量为120发的西斯潘諾Mk.II和兩挺载弹量为250发的.50口径白朗寧机枪。一颗500磅的航弹可挂载在机身下，机翼下则各可以挂载一颗250磅航弹。有的型号在机身后部加装了副油箱使之航程可以和喷VIII一样。由于授权版引擎的问题，喷火XVI到服役前线的数量很有限，布罗姆维奇堡生产了1,054架喷XVI。

### 喷火水上飞机（355和359型）
1940年4月由于德国入侵挪威，皇家空军开始考虑在机场不能使用的地区使用水上飞机的概念。结果，一架喷火Mk I R6722被送往伍尔斯顿（位于汉普郡）工厂安装了布莱克本-大鹏（英国使用的一种舰载战斗轰炸机，开发早期是作为水上飞机而安装了浮筒）的浮筒。水池测试使用1/7模型在法茵堡（位于汉普郡拉什莫尔）进行，测试结果证明计划可行，不过垂直尾翼需要增大来平衡浮筒。挪威战役结束后由于战斗机紧缺，R6722被改装回一般战斗机但没有再飞过。
由於亞洲戰場開打，这个计划在1942年初又被拿出来，一架喷火V W3760在悬臂架上安装了一对25英尺7英寸（约7.8米）的浮筒。这架飞机使用灰背隼45发动机，沃克斯过滤器装载在化油器进气口前，尾舵下方增加了一个尾翼。其他的改装包括在驾驶舱前后各增加一个吊点，加装一个螺旋回复伞和尾舵辅助平衡器。水上喷火由杰弗里•奎尔于1942年10月12日首飞，之后沃克斯过滤器被换成了和后来的灰背隼61驱动的喷火一样的埃罗威过滤器，这是防止进水的步骤。还安装了喷VB的全部武装。另外两架喷VB EP751和EP754被弗兰公司改装成水上飞机，这三架水上飞机一起被运往埃及，于1943年10月运抵。此时水上飞机计划从多德卡尼斯群岛（位于希腊）上的秘密基地出发，扰乱这个区域德军前哨站的补给线，以使他们不得不依靠运输机补给。但是由于大量有着德国空军支援的德国士兵占领了英国控制的科斯岛和勒罗斯岛（两座岛也位于希腊）而使计划化为泡影。于是从大苦湖（苏伊士运河南部和北部之间的湖泊）起飞的水上喷火在埃及毫无用武之地。水上喷火VB的性能参数为：最大速度19,500英尺324英里/小時（即5943米521 km/h），最快爬升率为15,500英尺2,450英尺/分（即4724米12.45 m/s），实用升限为33,400英尺（即10,180米）。
1944春，一架喷IX MJ892被改装成水上飞机以准备用于太平洋战区。它用了和之前水上喷VB一样的部件。杰弗里·奎尔写道：“水上喷IX的速度比标准的飓风速度更快，水面上的操纵性相当優良，唯一的缺点就是漂浮时不夠穩定，或者是高速时明顯晃动。”在飞机测试开始后不久，使用水上飞机的计划就被放弃了，MJ892又被改装回陆基飞机。
共有五架喷火被改装成水上飞机：
- Mk I - R6722
- F Mk Vb - W3760
- Mk V - EP751和EP754
- Mk IXb - MJ892

### 紙上計畫
- 超级马林305：使用了部分和博尔顿保罗无畏战斗机（博尔顿-保罗公司设计的一款单发双人战斗机）和霍克莽汉战斗机（霍克公司生产的一款单发双人战斗机，是无畏的竞争对手）一样的部件。使用了标准的喷火机翼和起落架，但是用了新型机身，这种机身可以为一名机枪手和一个电动遥控炮塔（标准武装为四挺.303勃朗宁机枪，后期改成路易士机枪）提供足够的空间。另外在颏部安装了冷却系统。飞机没有前向火力，机翼上安装了减速板。计划速度为15,000英尺315英里/小時（即4,572米507 km/h）。
- 超级马林312：这是一架喷火I在改装机翼上安装四门20mm奥利岗机炮（为奥利岗公司出品，是西斯潘諾機砲的前身，其授权德国生产的为MG FF机炮），散热器和冷却器被移到机翼下并以导管连接到机身。这是R·J·米歇尔在1937年去世之前的遗作。
- 超级马林324、325和327：这三个是以喷火的制造方法和翼型设计的双发战斗机。发动机首选为灰背隼，备选为布里斯托金牛座（布里斯托公司设计的以天鹰座为基础设计的发动机，当时布里斯托两款发动机为天鹰座和英仙座，前者改进为金牛座，后者改进为武仙座/大力神）。324和325预备在两翼外侧各安装六挺.50勃朗宁机枪，而327则准备在两翼根部各安装三门西斯潘諾机炮。324和327使用牵引式发动机，而325则使用推进式发动机。

### 产量表（灰背隼后期发动机型喷火）
- Mk VII系列（F Mk VII,HF Mk VII） 140架
- Mk VIII系列（F Mk VIII,LF Mk VIII） 1,658架
- Mk IX系列（F Mk IX,HF Mk IX,LF Mk IX） 5,656架
- PR Mk X 16架
- PR Mk XI 471架
- Mk XVI 1,054架

## 格里風發動機機種
獅鹫獸是勞斯萊斯继灰背隼之后设计的新一代飞机发动机，取名依照勞斯萊斯的命名惯例取獅鹫獸（Griffon Vulture）之名命名为格里風发动机。勞斯萊斯在二战期间的几个引擎名为：茶隼、灰背隼、游隼、秃鹰和獅鹫獸。

### Mk IV/XX（337型）
1939年12月4日，超级马林公司内部小册子设定了一个喷火装勞斯萊斯格里風发动机的构想。这种喷火预计可以达到18,500英尺423英里/小時(即5,639米681 km/h)的最高速度。问题在于这种发动机还没研制成功，所以直到1942年采用这种发动机的喷火Mk IV试飞成功之前都没有继续这个计划。
驱动喷火IV的格里風IIB发动机是一种单速单段机械增压的发动机，有1,735马力（约1,293千瓦）。它需要更强的纵梁来承担马力，还要更大的散热器和冷却器；尽管它保持了单段机械增压灰背隼的散热器式样。格里風的特性导致新机型的整流罩都改变了，气缸位置的整流罩更突出，还在整流罩上面增加了第三个气泡型小整流罩，机鼻下方的曲线也更深。新喷火不再和原来一样有鸡胸外形，反而更像燕子。除了这些不同之外，飞机整体外觀比较接近喷III。格里風让很多飞行员望而却步的另一个原因是螺旋桨的旋转方向相反，于是升空时的偏航角度完全不同。
Mk IV DP845首飞是在1941年11月27日，使用的是标准C型机翼，小尾翼和可收放尾轮，还配有外置铰链可以放下减速襟翼（不是刹车襟翼）。之后这个装备被去除，预定安装六门机炮，一翼各三门。这架飞机之后被重命名为Mk XX，为了不和专用的照相侦察机版本混淆，又重新命名为Mk XII。
杰弗里·奎尔是超级马林首席试飞员，也是第一个试飞这架飞机的飞行员。他回忆：“由于离地净高不够，螺旋桨的直径不大。起飞的马力要更大而转速不及灰背隼，这样起飞时需要飞行员控制油門要更明智。但是一旦飞到空中你就会发现这飞机令人痛快，彷彿在驾驶一辆飞行的跑车一样，马力的提升相當明顯，不管是瞬間還是持續出力。飞机在各种机动和空中格斗中需要更多调整。我立刻意识到我们要在飞机角色和长期稳定性进行修改，我们这两样都做到了。确实，DP845进行了很多阶段的改进，并最终成为了我和其他人最喜欢飞的飞机之一。”

### Mk XII（366型）

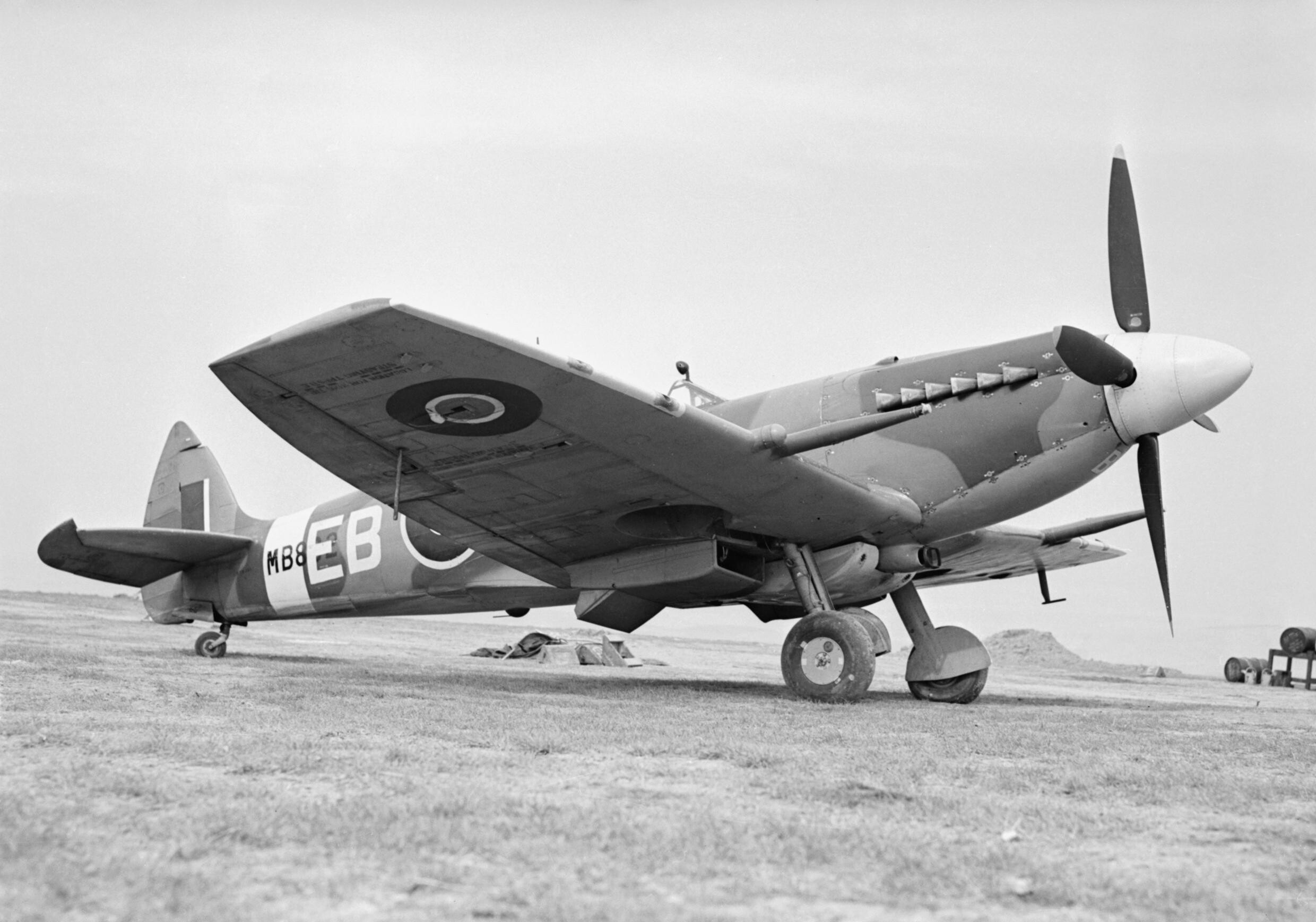
噴火十二型

喷火XII是正式服役的第一款格里風喷火。1942年10月第一批100架喷火XII出场，整整两个中队装备了喷火XII。喷火XII使用喷火Vc和噴火VIII的机身，早期型号有一个邓禄普AH2061式五辐轮和小水平尾翼，它们有一个85英制加仑的燃油箱，只有380英里（约合610公里）的航程，全都有大而尖的尾舵。后来的45架喷火XII稱為喷火XIIs，和喷VIII一样有两个机翼内置油箱，各能装载14英制加仑燃料，还装备了大型垂尾，可收放尾轮，扭矩关联起落架，碟形起落架整流罩和更强的邓禄普AH10019四辐轮，轮子偶尔也会装上碟形外括。新型的IFF取代以前装在尾翼到天线的早期型号。格里風喷火另一个重要的改进是完全使用沉頭鉚釘，并且之后的所有型号的喷火都逐漸配備了。
單及机械增压的格里風引擎（格里風II或IV）賦予飞机超凡的中低空性能，不过喷火XII在高空的性能下降顯著，因为早期格里風引擎只有一級機械增壓。在对抗中，喷火XII比同期的標準型喷火IX在海平面要快14英里/小時(约23 km/h)，而在20,000英尺(约6,100米)高度则比喷火IX慢。不过在操纵性上比之前所有的喷火都强，短翼大幅增加了副翼反應。
在低空，喷XII是当时最快的飞机，在1942年7月法茵堡的一次速度测试中，杰弗里·奎尔驾驶着DP845超过了一架霍克台风和一架FW 190。这位大人说道：“整體印象定型了，喷火是‘当代最均衡战斗机’的先驱。它的任务就是拿下第一。人们的兴奋点只是在于台风和FW 190能把喷火甩多远以及这两架明星机相互谁能甩掉谁，在跑道上看着无害却实际强力的DP845……一切如计划一般，直到我们从奥丁哈姆到法茵堡的半路杀出来。我追上并超过了台风和190，之后我看见190的排气装置里冒出了火花和黑烟……我飞速掠过，再也没看到它，我也很轻易地甩掉了台风。终点的最终名次：第一喷火，第二台风；最后是190。这和预期的结果大相径庭，自然也让人大跌眼镜。”
不过这种优势很难被用在战斗中，因为德国飞行员会尽量避免在20,000英尺下和喷火格斗。喷火XII一旦進入接战，它就是一架强大的飞机，有不少FW 190和BF 109G成了它的“受害者”。而在1944年夏天喷火XII从前线退役之前，喷火XII再次展现出自己的强势一面：它射下了一大堆V-1飞弹，大约82.5枚。1944年9月，喷火XII退役。

### Mk XIV（379型）

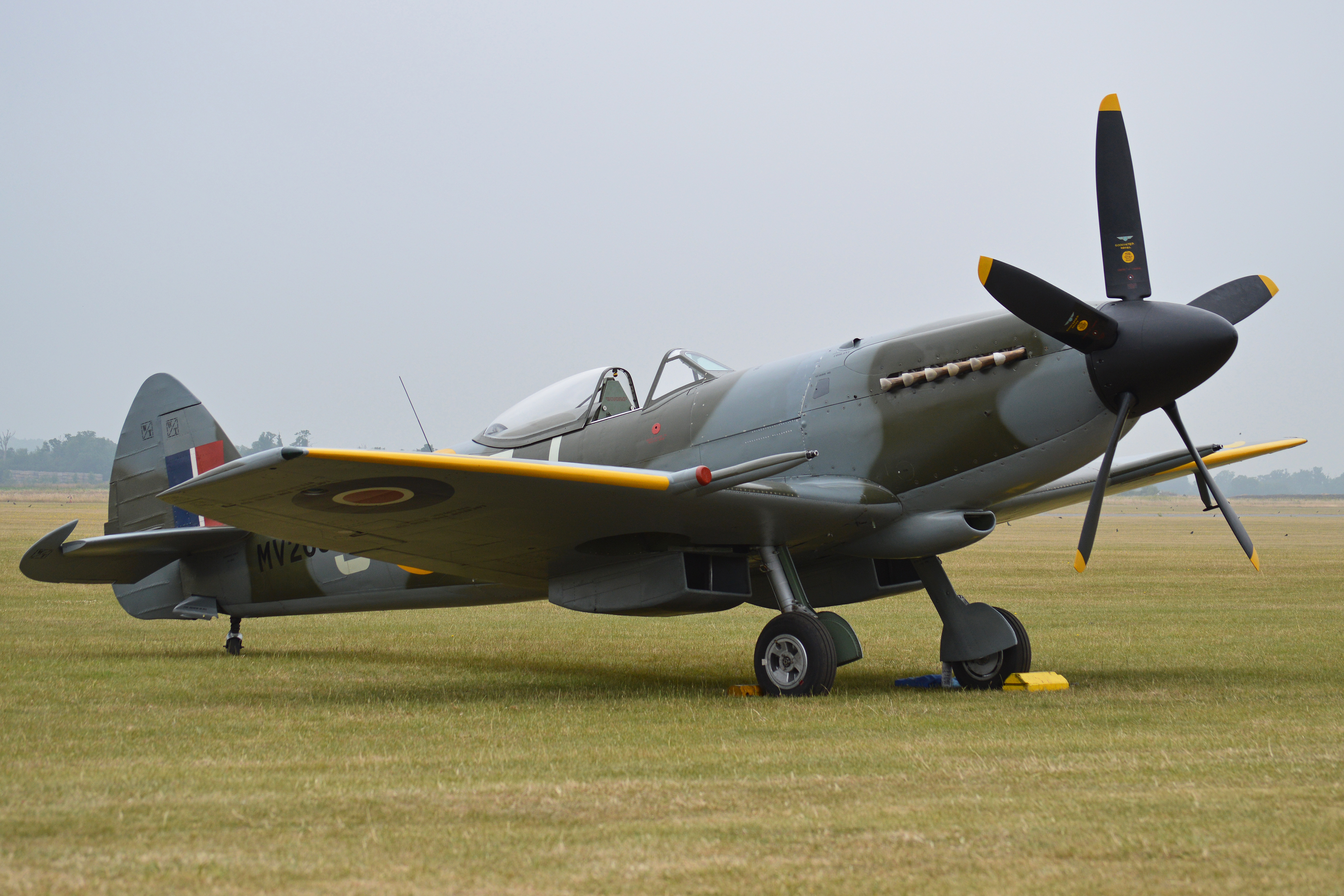
噴火十四型

喷火XII因为單級机械增压格里風引擎在高空的表现而受到诟病，於是勞斯萊斯於1943年始研制新一代格里風引擎：兩速两速机械增压格里風61系列。最终稍微再改进的65系列被用在喷火XIV上。这使得喷火XIV相比于喷火IX来说性能有了本质的改变。尽管最初是以標準型喷火VIII的机身为基础，但是随后的生产型号则采用了常见的後期改进：无背机身、气泡座舱和E型机翼装备着新武装。
喷火XIV与喷XII不同之处在于更长的兩級机械增压格里風65发动机。輸出功率2,050马力（约合1,528千瓦，超过普惠R2800双胡蜂基本型）加长了10英寸（约25.4厘米）。使用5叶羅托螺旋桨，尽管JF321原型机使用的是同轴反轉雙層三叶桨。之後改进散热器進一步加大，并且机翼下的位置也更深。
为了平衡新发动机，無線電装置放在机身后部更靠后的地方。侧舱门从左边移到右边。由于五叶桨的气流更强，尾部采用了更高更大的尾翼和更大面积的尾舵。
第一批使用格里風60的是原喷VIII JF316到321。1943年1月20日，杰弗里·奎尔作为第一批试飞员试飞：“飞机的改动主要是为了让飞机能装上新发动机……我实测了它具備的超强性能，25,000英尺445英里/小時，海平面爬升率超过5,000英尺/分。它几个简单的方面都让我满意，远超灰背隼。不过如果用一般尺寸的尾部会难以操作，所以我们换成了更大的尾翼和尾舵。初期安装的是有棱角的，但是随后正式量产时采用了更加优雅圆滑的设计。”
JF321采用了羅托六叶同轴反转螺旋桨（雙層三叶桨），尽管它是為了消除起飞的偏航，但实际效果并不好，改良后类似的同軸反轉螺旋桨被海火Mk 46和47采用。
当这种战机于1944年1月部屬之后，带来了喷火的另一次的飞跃。杰弗里·奎尔于1943年10月第一个试飞了量产型喷火XIV RB140：“喷火XIV服役了，它是相当不错的战机。它漂亮地回應了从1939年以来为将格里風引擎與喷火整合而不停努力的人们的期待。这是一个各个方面都相当优秀的飞机杰作。我们仍在持續进一步的改进，但它已经非常强劲剽悍了，它唯一的缺点就是航程还是短了点。”
它从海平面爬升到20,000英尺（约6,100米）只需要5分钟，在25,400英尺上最高速度為446英里/小時（即7,700米718 km/h）。
服役初期，很多飞行员觉得很难操纵，特别是用过早期型号的老飞行员，不过它們同樣對性能的增强亦表欣賞。
Mk XIV携带了109.5英制加仑的燃料84英制加仑在主燃料箱12.5英制加仑在机翼油箱。另外30、45、50或者90英制加仑的可丢弃副油箱也可以安装。飞机的最大航程460英里（即740公里）多一点。肇因於格里風比灰背隼耗油量大得多。1944后半年，喷火XIV在机身后部装了一个33英制加仑的油箱，将航程增大到挂载90英制加仑可丢弃副油箱850英里（即1370公里）。傳統气泡式舱盖的喷火XIVs则装了64英制加仑。最终F和FR Mk XIVEs航程增大到610英里（即980公里）, 或者外挂90英制加仑可丢弃副油箱960英里（即1540公里）。
第一次飞行测试是拦截V1飞弹，喷火XIV是所有喷火型号中最適合這個任務。1944年中期引进150辛烷值燃料的时候，可在2,000英尺高度增加30mph的速度達到400mph（即在610米高度達到640 km/h）。第二战区空军曾经将喷火XIV作为高空空优战机在北欧部署了6个中队。
随着外掛的增加，喷火XIV出现了机身和机翼挂载部分的蒙皮起皱的情况，虽然超级马林公司声称这个对喷XIV影响不大，但1945年初，皇家空军还是决定将所有喷火F和FR XIV装回短翼。
1945年6月，喷XIV被送达东南亚战区，不过為時已晚，未能和日军交战。

### FR Mk XIV
1944年后期，一部分喷火XIV被改装成向左或向右一门相机的侦察机型号，除了这些改变，它们和标准的喷火XIV几乎一模一样。之后，预定制造的版本，也称之为FR Mk XIV，有无背机身和气泡舱盖以及向左的机身相机。由于这种飞机主要活动在低空，所以几乎都装备截梢翼。
喷火XIV一共制造了957架，其中430多架都是FR型号。战后这些二手飞机被出口到其他国家装备空军，132架给了比利时，70架给了印度，还有30架侦察型给了泰国。

### Mk XV和XVII
这是为海火保留的编号，本来是为了让海火和喷火的型号保持一致而准备的。

### Mk XVIII／Mk 18（394型）

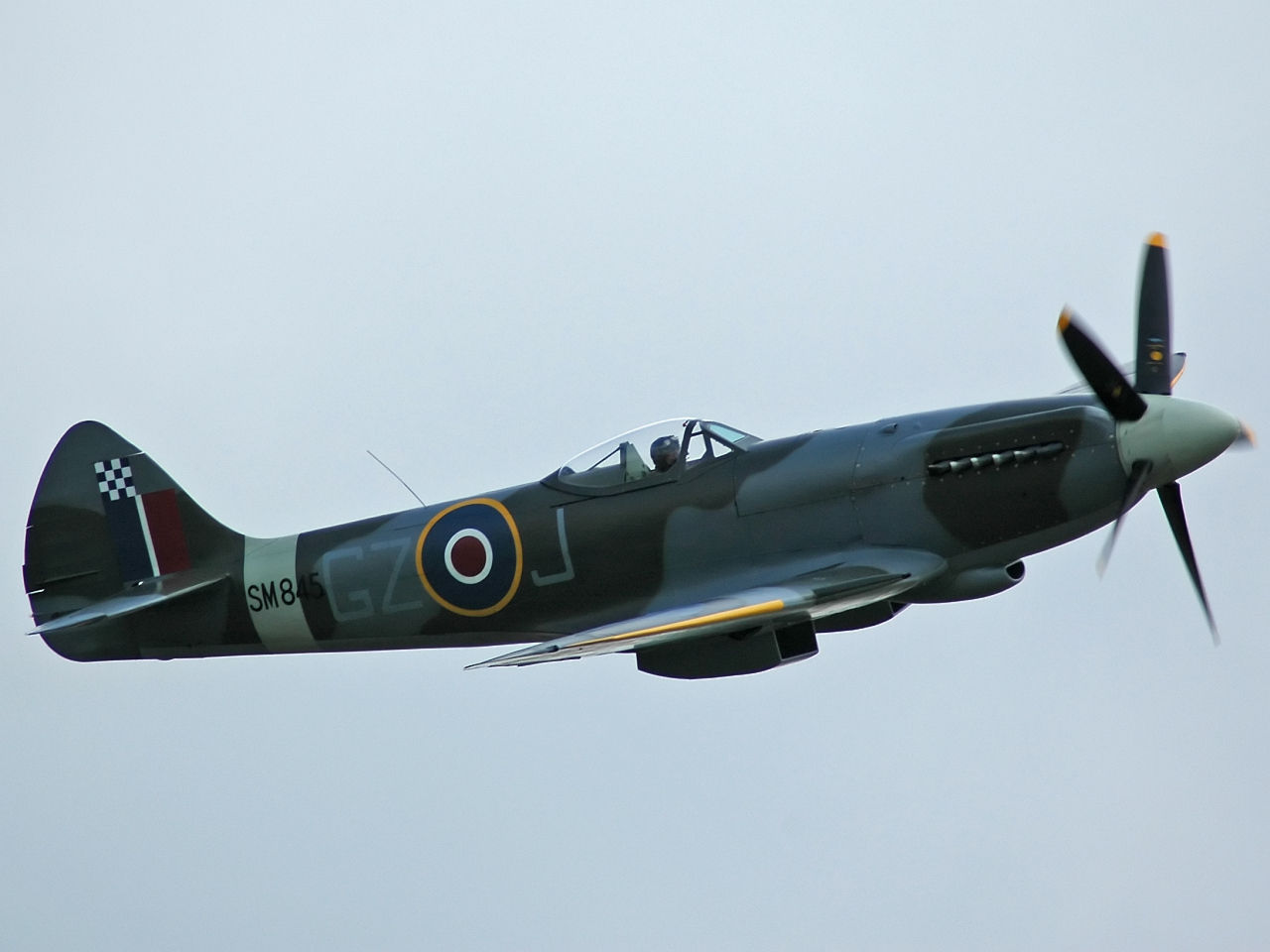
噴火十八型

Mk 18是喷火XIV的升級版，继承了前辈的发动机（格里風65）和座舱强化部件，但增加了油箱和更强的机翼结构。理論上除了增加航程、高G操作和高速俯衝應略勝Mk.XIV，輕巧性則稍遜。但實際操作和Mk XIV沒有明顯區別，且此時已無針對此型作進一步空力研究的需求，故未做性能测试。和喷火XIV一样也有战斗机和战斗侦察机两种版本。
Mk 18没有赶上战争，制造结束于1946年初，但是，直到1947年1月才在新加坡实里达基地的皇家空军第60中队服役。之后，远东和中东的各个中队也开始装备上。一共生产了300架F和FR Mk18。它们只有在马来西亚剿共（英國協政府和馬共领导的马来西亚人民解放军的武装冲突，直到1960年紧急状态才解除，1967年冲突再起，1989年，馬共的武装斗争以失败而告终）中参与了寥寥几次对游击队的攻击，其余几乎没有实战。1947年印度皇家空军购买了20架皇家空军使用过的二手Mk 18。

### Mk XIX／Mk 19（389、390型）

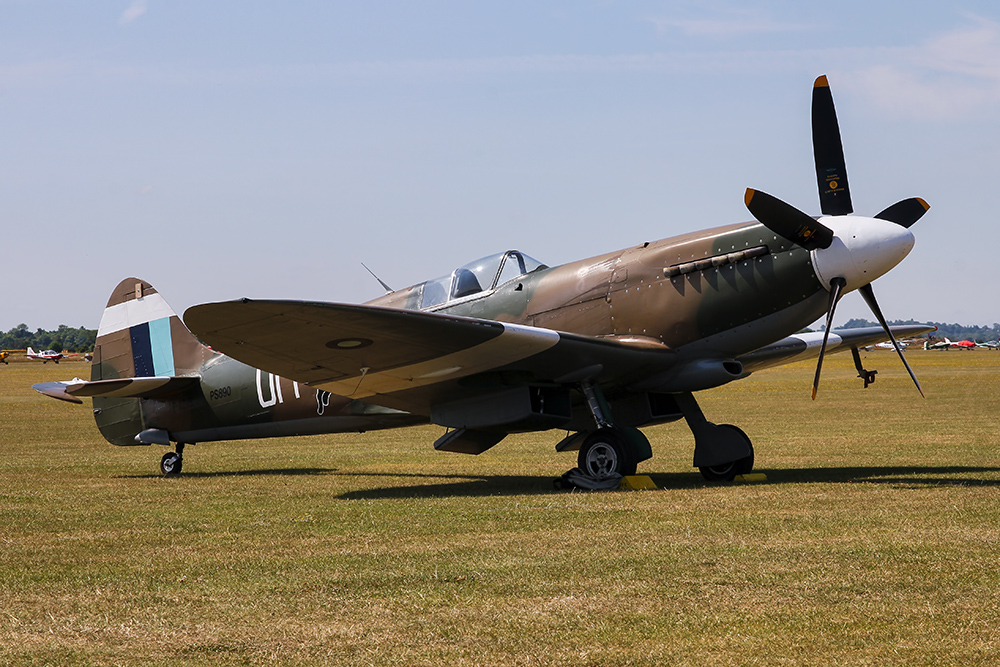
噴火十九型

喷火19是最后也是最成功的喷火照相侦察机，使用了喷火XI的基本结构和喷火XIV的格里風引擎。第一批25架（389型）下线后，后期的型号使用了喷火X的增压座舱，燃料箱增加到256英制加仑，这是普通喷火燃料箱的三倍半，这个型号就是390型。
第一架喷19在1944年5月服役，战争结束的时候所有的喷火XI都被替换成喷火19,1946年初停产前共生产了225架喷火19，它们一直服役到1954年4月。
1951年，应美国海军情报部的邀请，皇家空军的一架喷火19从香港启德机场起飞，对中华人民共和国海南岛进行了飞越领空侦查。喷19最后的行动记录是在1963年的一次战斗试验中，用以测试英国电气-闪电（由英国电气公司设计制造的喷气截击机）对活塞式飞机战斗的效果如何。这个情报在印尼争端（印尼民族解放运动）中可能出现的闪电对抗P-51野马的战斗是很重要的。

### Mk XX（366型）與Mk 21（356型）

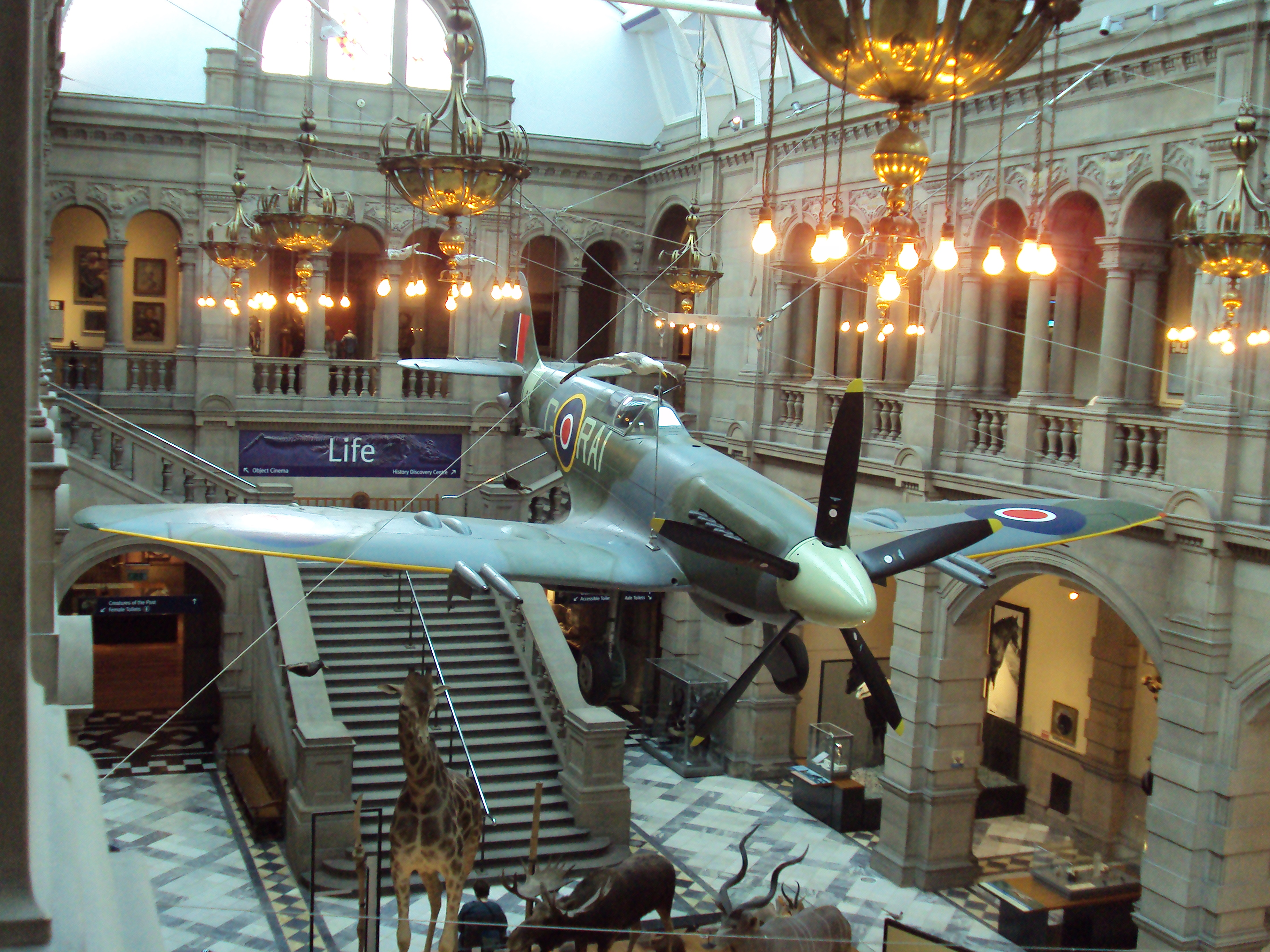
噴火21型

喷XX是将安装了格里風引擎的原型机DP845重新命名，以防它和被重新命名的喷火PR Mk IV混淆。
第二架喷XX DP851首先安装了格里風II，并于1942年8月首飞。12月，换装了格里風61并改裝成为第一架喷火21原型机。
1942年初，喷火使用两段机械增压的格里風61需要更強的机身和机翼。全新设计的Mk 21，一开始，喷火21的飞行品質相当差，損及了以往喷火操控性優良的名譽。
整个机翼重新设计，机翼強度提高了47%，这种新机翼理论副翼失控速度为825英里/小時（约合1328 km/h。但不代表本機能達到這個速度）。副翼增大了5%，增长了8英寸，结构也改变了。喷21的标准武装四门西斯潘諾II機砲，每砲備彈150发。
驱动飛機的是11英尺五叶螺旋桨，比以前用的直径大了7英寸，为了空出离地净高，起落架增长了4.5英寸，起落架主轮宽了7.75英寸可以增强地面操控。之后又缩短了收起起落架时的长度，因为不缩短的话，收起起落架的时候没有空间安置了，而放下的时候长度则一样（类似伸缩腿）。大直径宽幅四辐轮更重了，为了在沥青和干性混凝土路面上起降，战后这些换成了更宽更坚固的三辐轮。而轮子现在完全顶在轮井的另一侧的三角门边。
第一批生产型使用了喷火XIV的机身。第一架真正的喷21原型 PP139首飞于1943年7月，第一架量产型，LA187首飞于1944年3月15日。不过，从喷火XIV改进的喷21操控非常敏感，無論在失速特性或機械特性上。1944年后期和1945年初LA201糟糕的飞行品質让空軍戰鬥機開發部写出了一份报告“必须强调，尽管喷21不是危险的飞机，但是飞行员还是应该被特别提醒一下......它目前的情况还称不上一个成功的战机，喷火家族不需要再继续发展了。”
由于布罗姆维奇堡工厂也开始生产喷火21了，每天会有更多的喷火下线，超级马林公司非常重视这个问题。杰弗里·奎尔称：“AFDU（空军战斗开发部）在喷火21的操控性问题上沒有說錯。不过他们取消喷火进一步开发的建议是完全错误的，后来的事实也证明了这个绝对是一个极大的错误。”。
在紧急的试飞之后，大部分问题由于更换了变速箱等零件而解决了。现在的喷火21在1945年3月的测试中仪表飞行和低空飞行表现优异。AFDU在这个月LA215的报告中指出喷火21现在容易飞行多了：“总体操纵：飞机的这些改进了所有高度的操纵性……结论：曾近在报告中指出的问题现在大部分都已解决。现在喷21可作为適合一般飞行员使用的战机。”
1945年1月，喷火21最终开始在第91中队开始服役，这个中队实战并不多，不过还是有两架喷火21报告说曾经在海面发现德国的微型潜艇，并最终击毁了它。二战结束大部分喷火21的订单遭到取消，僅120架完工。1946年40架喷21被送到舒伯里内斯解体，有的飞机飞行时间还不到5小时。

### Mk 22（356型）

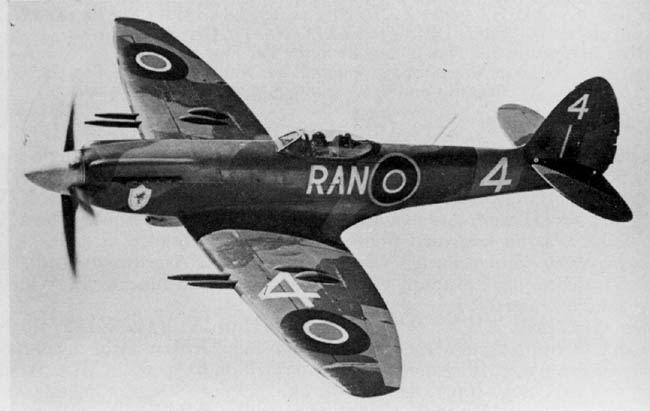
喷火22型

喷火22和喷火21基本一样，不同的是喷火22使用无背机身、气泡座舱罩和取代原先12伏的24伏电子系统。大部分喷火22和超级马林-恶毒一样使用增積過的垂尾。287架喷火22被制造出来，260架从布罗姆维奇堡，剩下的从超级马林本部工厂。
只有一个皇家空军常规部队使用喷火22，马耳他的第73中队，不过皇家空军预备队一直使用该机型的改型到1951年3月。喷火22还被飞行进修学校使用。1955年5月，皇家空军淘汰了剩余的F Mk22，在维克斯-阿姆斯壯工厂翻新之后出口到南罗德西亞、埃及和叙利亚。

### Mk 23（372型）
喷火23是喷火22加装新机翼的型号，这种机翼最先安装在喷火VIII JG204上，但是效果并不理想，超级马林讨论之后在喷火21原型PP139上重新安装了改进版。这个就是喷火23的基础原型机，之后被命名为超级马林-勇士，这些改进旨在提高飞行员飞行的前向视野、高速和俯冲性能，不过操纵性進一步降低了，所以翻新自喷22的喷23并未量產。

### Mk 24（356型）

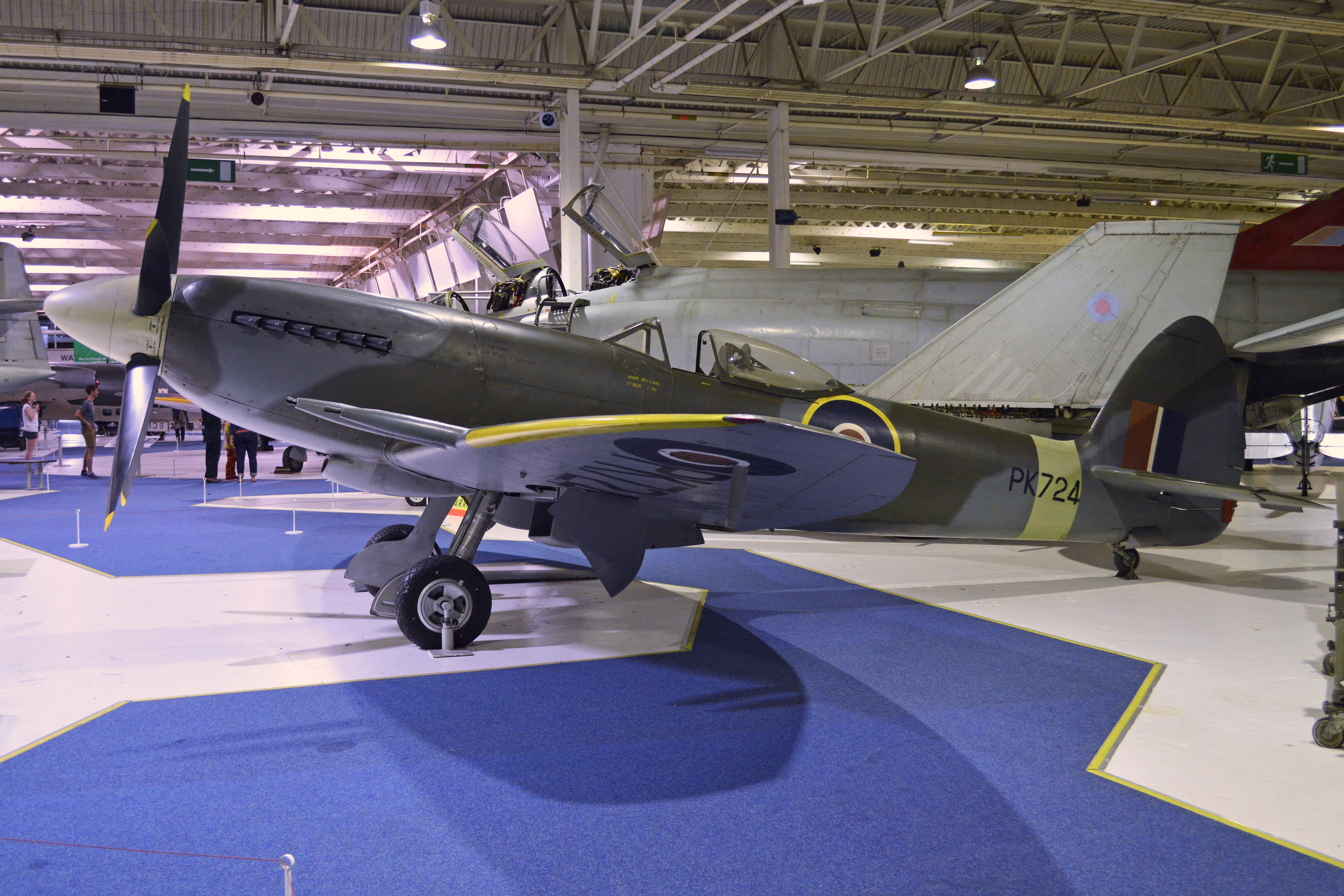
噴火24型

最后一种喷火改型，基本和喷火22一样，有更大的燃料箱，机翼下有可挂载火箭弹的硬點。全部都装备了恶毒的大尾翼，变速箱也改进来使喷火24的操纵手感趋于完美。喷火F Mk 24最大速度为454英里/小時（约731 km/h）并能在8分钟内爬升到30,000英尺(约9,100米)，这使其成为当时最先进的活塞式战斗机。
尽管最初设计是战斗/截击机，但喷火的多功能性很快就展现了出来。战斗机装备上，机翼装载了四门短管20mm西斯潘諾II机炮，这些武器在战争进程前进的过程中被证明是为了对付敌机更厚的装甲所必须的。飞机还能當战斗轰炸机使用，能携带一颗500磅和两颗250磅航空炸弹，火箭弹发射轨道则作为标准装备安装。后期生产型改用了更轻更短管的電動擊發式西斯潘諾Mk.V机炮。
一共制造了81架喷火24，其中27架是从喷火22改造的，最后一架喷火24于1948年2月交付。只有一个中队，第80中队使用喷火24到1952年。这些飞机中有一部分被移交給香港輔助空軍并使用到1955年。
从1946年服役时，喷火24已经在各个方面都和一开始的喷火I有很大的差别：两倍的重量，将近两倍的功率，提升了80%的爬升率。这些显著的增强主要是因为将原先的灰背隼换成了新型两級机械增压2050马力的格里風引擎，12缸V型发动机的格里風61赋予了喷火早期型号所不具备的绝佳高空高速性能。

### 产量表
- Mk XII 100架
- Mk XIV系列（Mk XIV, FR Mk XIV） 957架
- Mk XVIII 300架
- PR Mk XIX 224架
- Mk 21 120架
- Mk 22 287架
- Mk 24 54架

## 海火系列

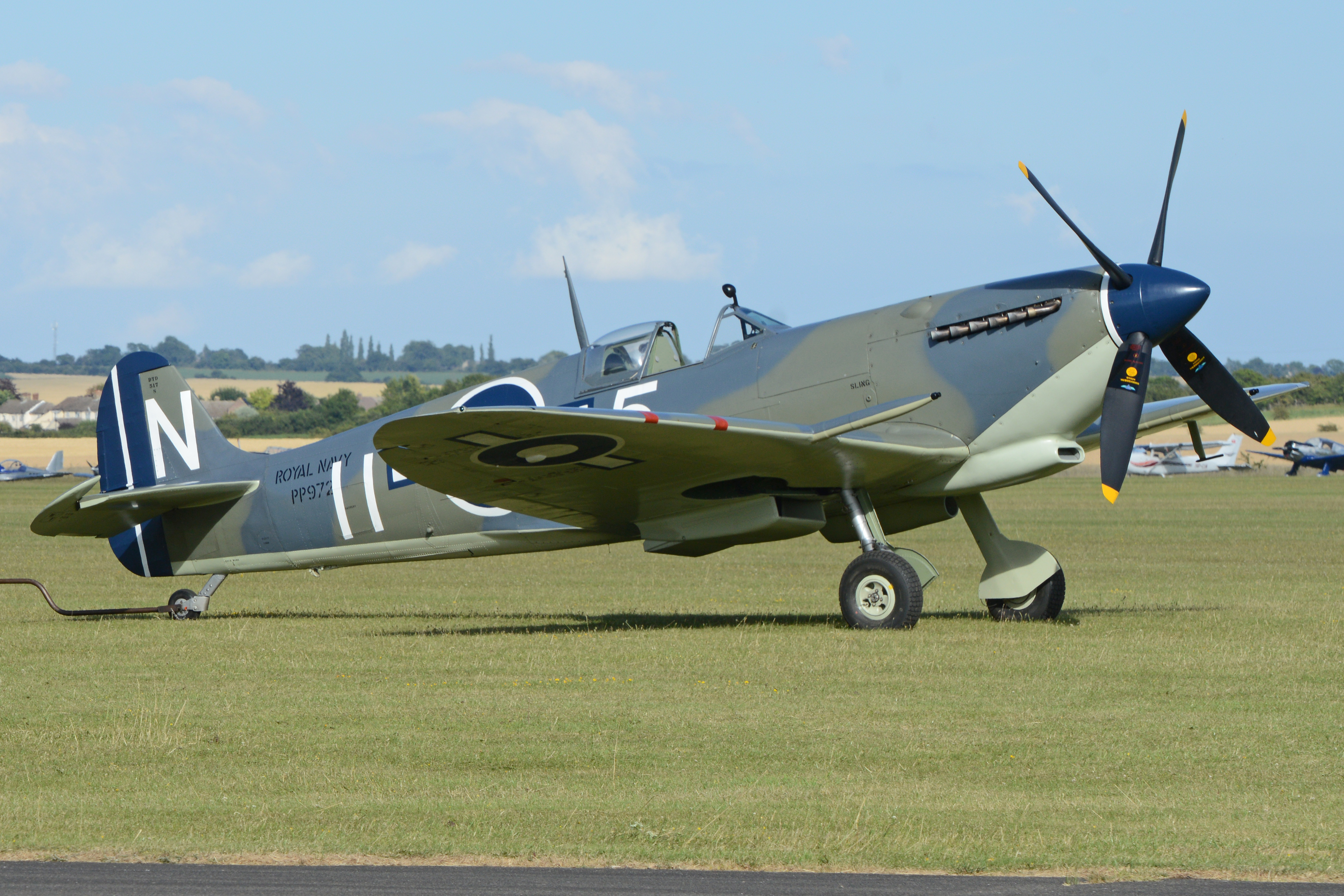
海火是喷火的舰载机型，圖為「海火三型」

海火就是喷火的舰载机型，“海火”即“海喷火”之簡稱。虽然海火也是喷火家族的，但是严格来说它也是一个独立的型号，所以这里不多做赘述。总体的型号和喷火一样，从I到XVII，之后则直接整合到45、46、47。

## 實戰

### 東線蘇聯

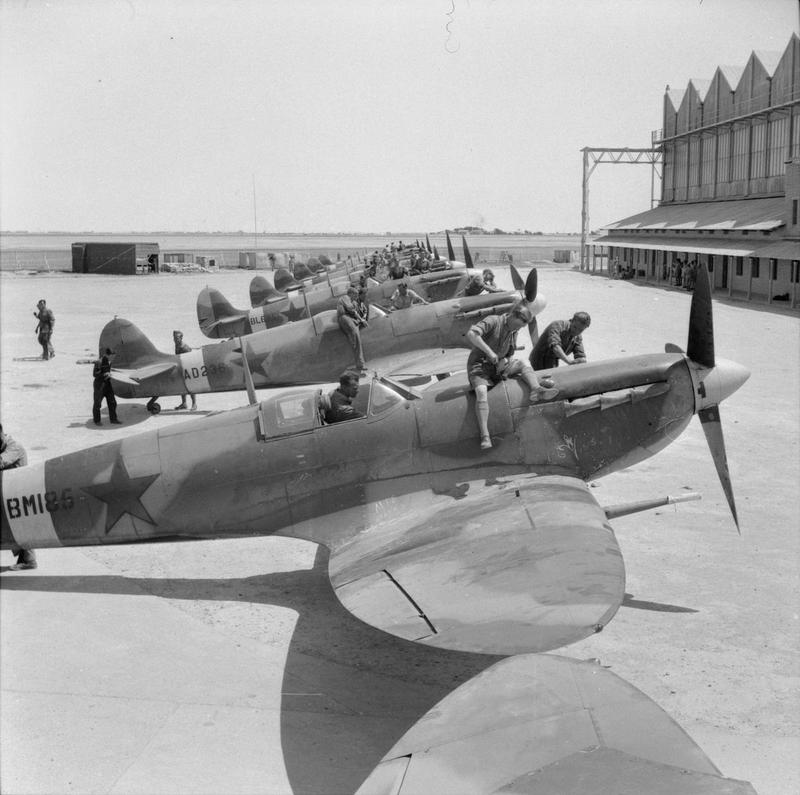
蘇聯空軍的噴火五B型戰鬥機

1943年1月10日开始，英国开始经伊朗向苏联提供二手喷火V。至3月底，苏联得到了143架喷火V B，在巴库附近的阿德吉卡布机场后备歼击航空第2团。空军第4集团军混合航空第216师近卫歼击航空第57团第一个换装。在库班大空战中损失殆尽后，1943年6月中旬该团开始改装美国的“空中眼镜蛇”式战斗机。第二个装备的是1943年8月25日空军第8集团军歼击航空第236师歼击航空第821团，随即空战中损失损失飞机93架及飞行员36人，1943年9月开始改装美国的“空中眼镜蛇”式战斗机。还有30架被送到莫斯科、列宁格勒等地的防空歼击航空兵服役。1943-1944年，1,185架喷火IX运抵苏联。改型飞机高空性能出色，297架装备了莫斯科、列宁格勒、摩尔曼斯克的数个后方防空军航空团。一小部分提供给了苏联海军航空兵。没有装备前线航空兵。

### 東亞和太平洋戰場

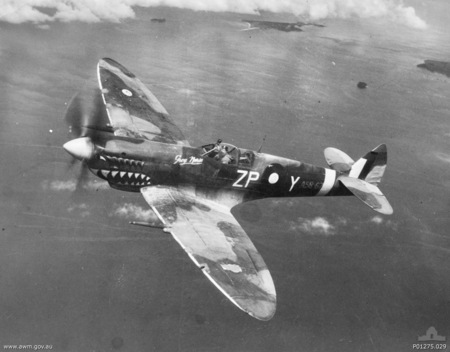
澳洲空軍的噴火八型戰鬥機

1942年，澳洲軍方把兩個原本在歐洲和北非對抗德軍的噴火機中隊調回以對付漸漸迫近的日軍，分別是第452中隊和第457中隊，這兩個噴火機中隊配備噴火5B熱帶型並進駐達爾文港的機場，他們的對手是日本海軍第202航空隊的零式戰鬥機和日本陸軍航空隊的一式戰隼。
1943年2月6日，一架日軍百式司令部偵察機被擊落而首開戰果，幾日後，又有兩架日軍零式戰鬥機（但也可能是一式戰隼）和一架九七式轟炸機被擊落。
5月2日在帝汶海上空，澳洲噴火機和一隊日軍戰機（機型不詳）打空戰，但明顯地澳洲飛行員陷入苦戰，因為日軍飛行員不單技巧熟練而且日軍戰機又機動靈活，結果是澳洲5架噴火機被擊落（3名飛行員獲救）而日軍損失一架轟炸機和5架戰鬥機。
6月2日，日軍發動兩波空襲，澳洲噴火機擊落9架轟炸機和5架戰鬥機，另外還擊傷多架日機，而自己失去兩架。到了6月底日軍又發動兩次空襲，澳洲噴火機擊落8架日軍轟炸機和6架戰鬥機，而自己也失去7架噴火機，當中有4架是因為發動機故障，這批澳洲噴火5B熱帶型一直為發動機故障問題所困擾。
到了7月，日軍又派出47架飛機，澳洲噴火機7架迎戰，結果有7架日軍轟炸機和兩架戰鬥機被擊落。8月20日，日軍派出3架偵察機，但之後全在達爾文港上空被擊落；之後日軍又派出一架偵察機但又被擊落，於是日軍又派出一架偵察機並由多架戰鬥機護航，迎戰的澳洲噴火機由於爬升得太遲而未能取得高度優勢，結果雖然也擊落了一架日機並可能再多兩架，但卻失去了3架噴火，總的來說，噴火和日機在澳洲上空的空戰是敗多勝少。

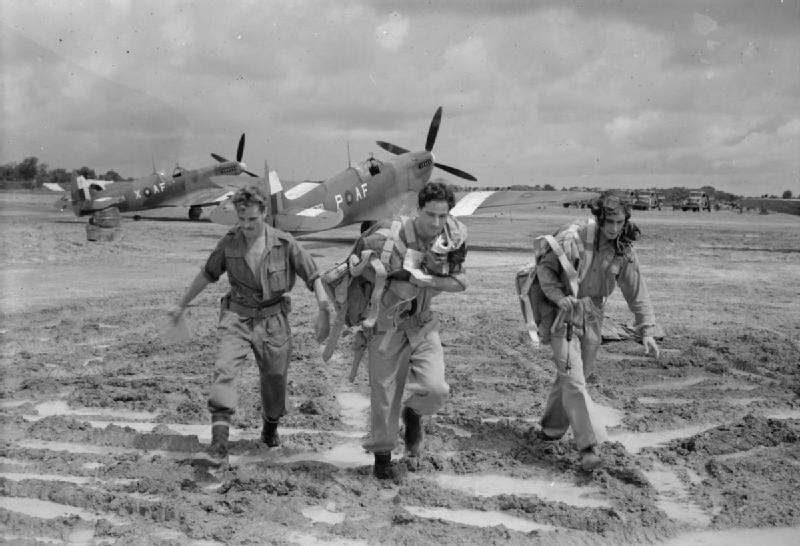
中緬印戰區的英軍噴火八型戰鬥機和飛行員

隨著日軍漸在太平洋戰爭失利，日軍對達爾文港的空襲漸消失。下一步，澳洲決定進攻在新幾內亞的日軍，澳洲空軍在新幾內亞第一個成軍的是第79中隊，配備的是噴火5C型。1943年年底，日軍在拉包爾的基地漸被盟軍包圍，澳洲噴火機負責為轟炸拉包爾的轟炸機護航和攻擊日軍貨船等任務。第79中隊的澳洲噴火機第一個戰果也是一架百式司令部偵察機。到了1944年3月，第79中隊進駐黑人島的機場，同地方還有澳洲空軍的第76中隊和第77中隊，他們是駕駛美國製P-40戰鷹戰鬥機，於是就由澳洲P-40轟炸日軍而澳洲噴火機為其護航和以其機槍掃射日軍。
澳洲空軍的噴火5型後來都被噴火8型取代。
噴火機還用於中緬印戰區。英國皇家空軍第3戰術航空隊總共有7個中隊的噴火式戰鬥機用於緬甸，1943年9月，首兩個中隊的英軍噴火5C型進駐緬甸艾爾港，在緬甸的英軍噴火機主要為對地攻擊的颶風戰鬥機護航，他們第一個戰果就是兩架日軍百式司令部偵察機。4個月後也就是1944年1月，期間這批噴火擊落了44架日機而自己失去了7架，其中來自台灣的日軍第64戰隊飛行員許崙墩駕駛一式戰隼擊落了一架第17中隊的噴火，之後這些噴火5C熱帶型之後也被噴火8型取代。相對地，這時日本陸軍航空隊在中緬印戰區的飛機仍有27架九七式重轟炸機、16架九九式雙發輕轟炸機、9架九九式攻擊機、58架一式戰隼、30架二式複戰屠龍和14架百式司令部偵察機。1944年2月6日，日機大舉出動但慘被英軍噴火機迎頭痛擊，經此一役，日軍在中緬印戰區再無大規模空中攻勢。

## 噴火機在香港

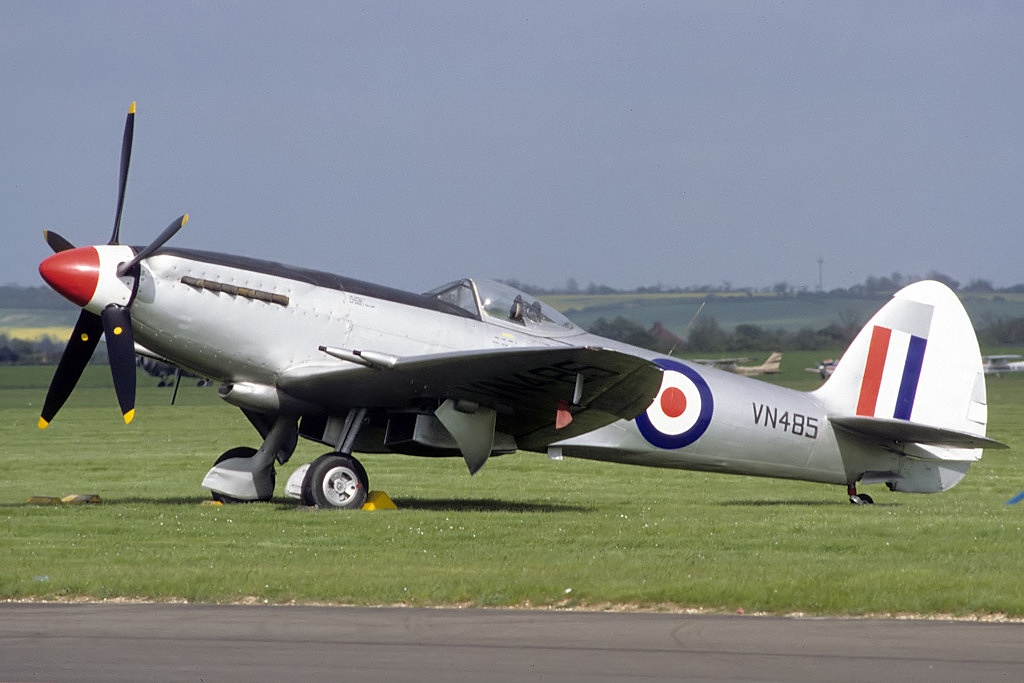
這架編號VN485的噴火24型曾經在香港輔助空軍服役，機身和機翼除了代表英屬香港空軍的圓標和機翼徽章外，大部分維持鋁合金原色

噴火式戰鬥機在二戰後至1950年代初期曾是香港的主要空中防衛機型。1945年8月日本投降，二戰結束香港重光，英國皇家空軍第132中隊和第681中隊的噴火14型戰鬥機於1945年9月進駐啟德機場，第681中隊在1945年12月離開，而第132中隊也在1946年4月撤離，直至1949年8月，皇家空軍第80中隊的噴火24型再次進駐啟德機場，之後第81偵照中隊的噴火PR-XIX偵察機型也進駐香港。1951年，駐香港的英軍噴火PR-XIX偵察機曾對海南島進行空中偵察，皇家空軍的噴火式機隊最後在1955年離開香港。香港輔助空軍曾於1951年至1955年裝備噴火式18型及24型作爲主要空戰機型。

## 流行文化

### 電子遊戲
- 《戰爭雷霆》
- 《應徵入伍》

## 服役国家和地區

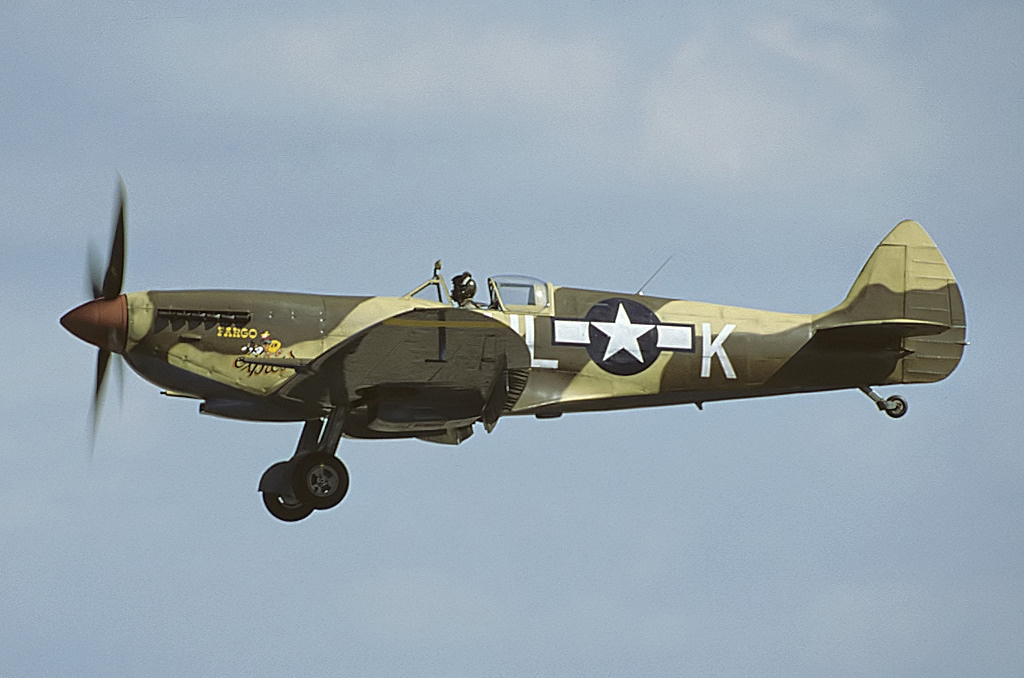
美國的噴火八型

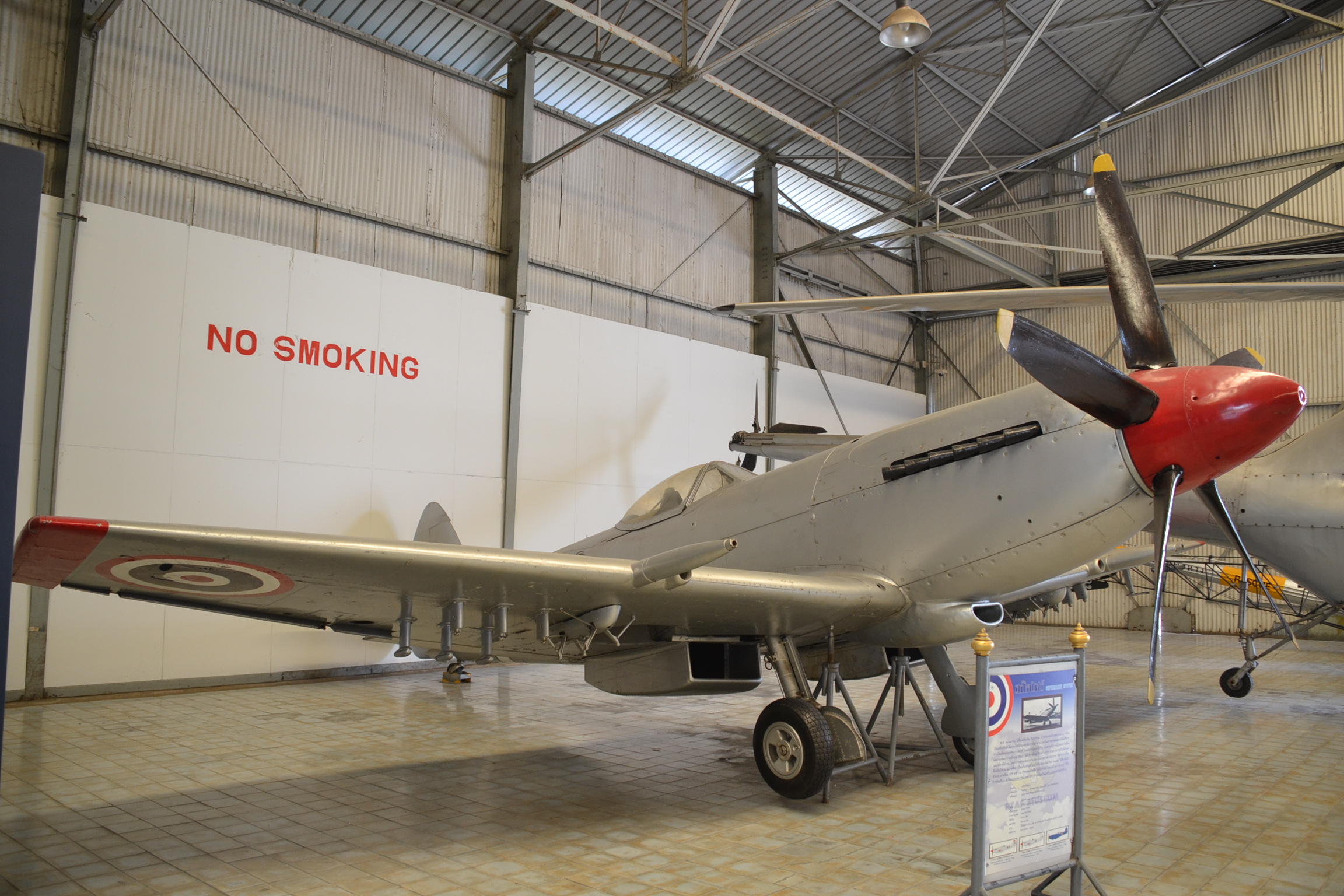
泰國皇家空軍的噴火十四型

| - 阿根廷 (2架作为测试用) - 比利时 - 緬甸 - 加拿大 - 捷克斯洛伐克 - 丹麦 - 埃及 - 法國 - 自由法國 - 希腊 - 香港 - 英属印度 - 印度联邦 - 印度尼西亞 - 爱尔兰 - 以色列 | - 義大利王國 - 義大利 (意大利共和国) - 荷蘭 - 新西兰 - 挪威 - 巴基斯坦 - 波蘭 - 葡萄牙 - 羅德西亞 - 南非 - 瑞典 - 叙利亚 - 泰國 - 土耳其 - 英国 - 美国 - 苏联 - 南斯拉夫 |

## 外部連結
- The Spitfire Site – resource library about the Supermarine Spitfire（页面存档备份，存于）
- Spitfire/Seafire Serial Numbers, production contracts and aircraft histories
- K5054 – Supermarine Type 300 prototype Spitfire & production aircraft history（页面存档备份，存于）
- （页面存档备份，存于）
- “喷火”传奇（页面存档备份，存于）